# Universität Greifswald

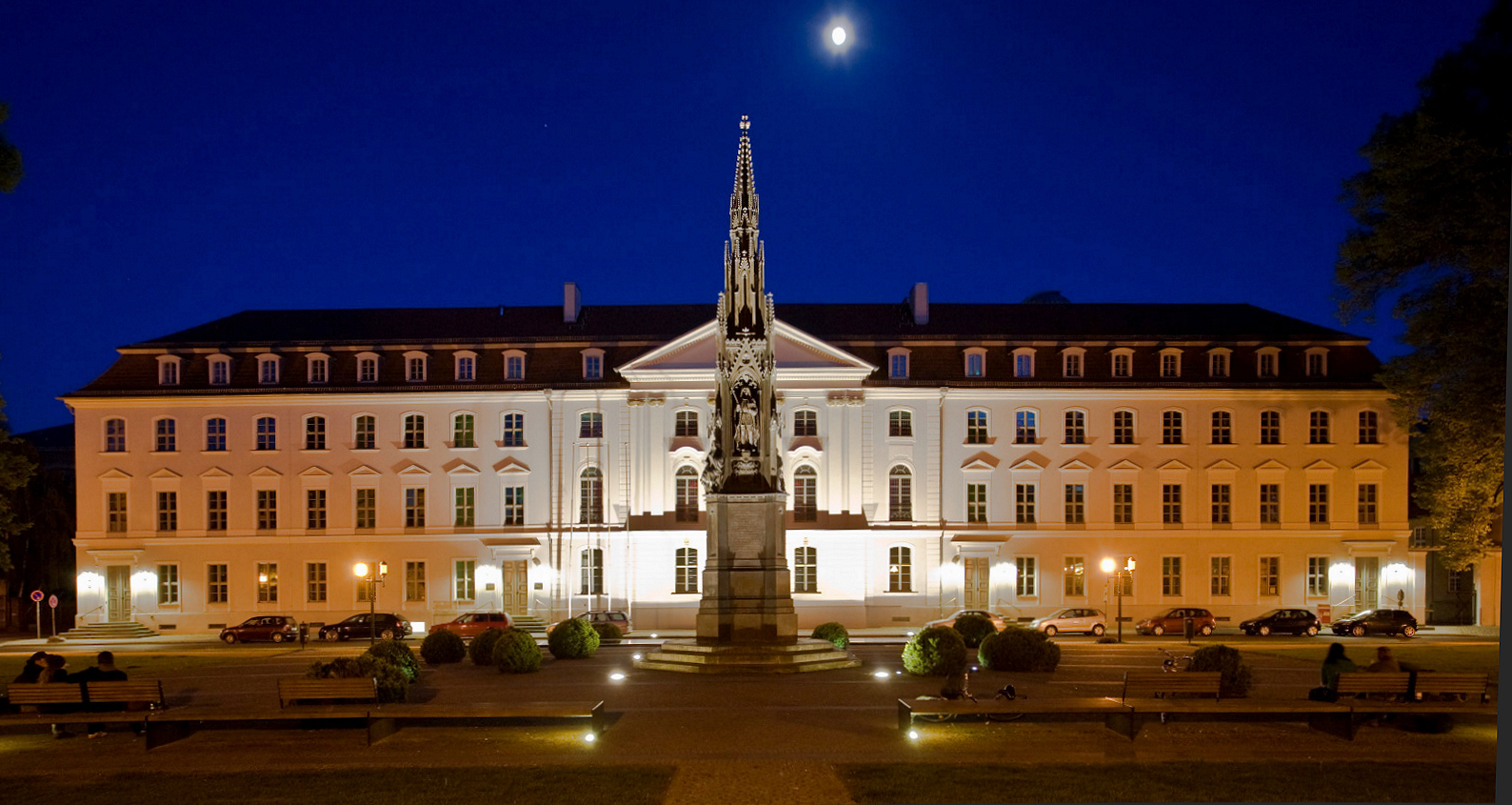
Hauptgebäude der Universität Greifswald am Rubenowplatz, Altstadt-Campus

Siegel der Universität

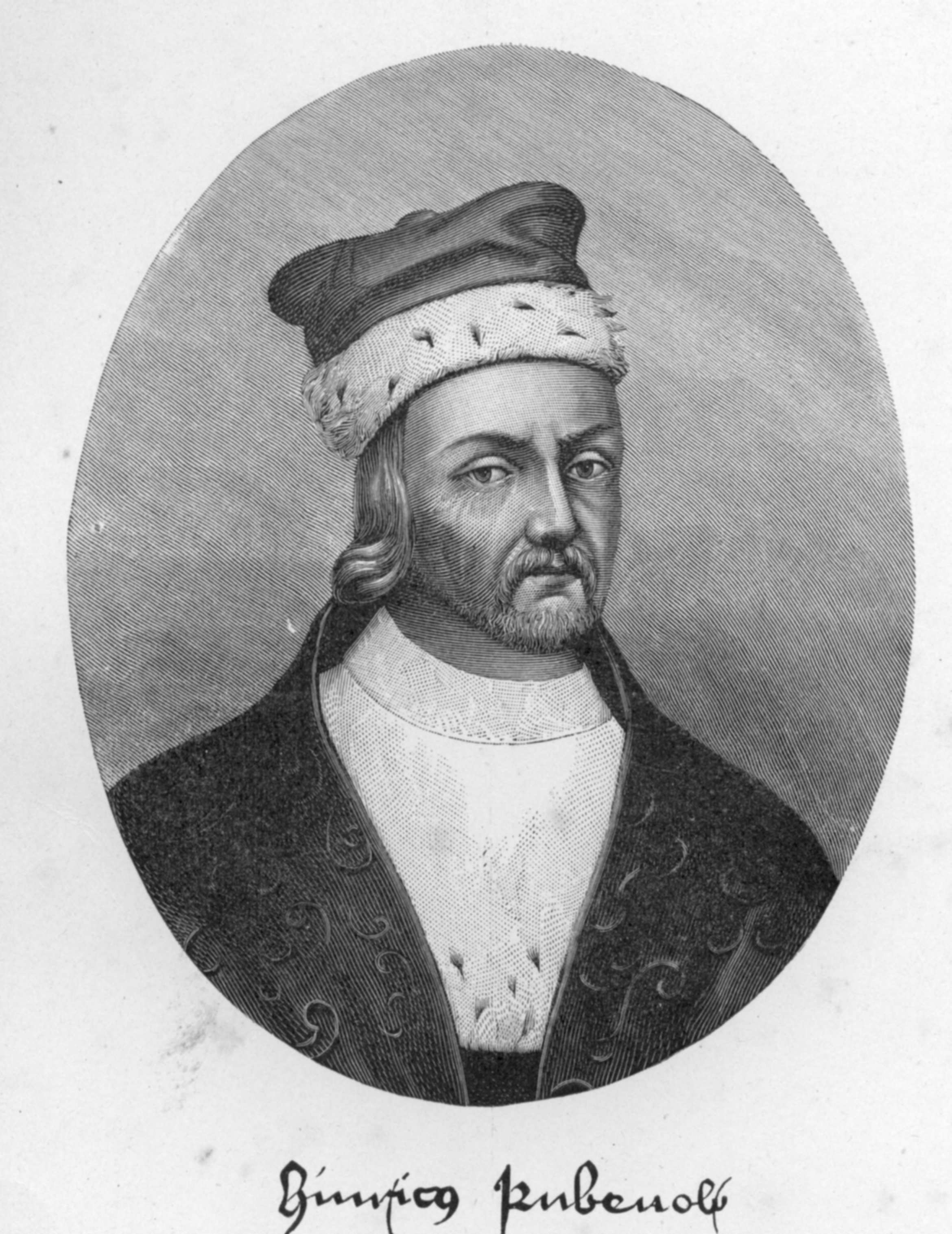
Heinrich Rubenow, Bürgermeister Greifswalds, Gründer und erster Rektor der Universität

Die Universität Greifswald (von 1933 bis 1945 und von 1954 bis 2018 bekannt als Ernst-Moritz-Arndt-Universität Greifswald) ist eine Universität mit Sitz in der Hansestadt Greifswald. Sie wurde im Jahr 1456 gegründet und gehört zu den ältesten Universitäten Mitteleuropas. Sie ist die viertälteste durchgängig bestehende Universität auf dem Gebiet der Bundesrepublik Deutschland und zugleich die zweitälteste im Ostseeraum; durch die wechselnde territoriale Zugehörigkeit Vorpommerns war sie zeitweilig auch die älteste Hochschule Schwedens (1648–1815) und Preußens (1815–1947).
Aufgrund ihres breiten Fächerangebotes handelt es sich um eine Volluniversität. Etwa zwei Drittel der rund 10.300 Studenten kommen von außerhalb Mecklenburg-Vorpommerns zum Studium nach Greifswald, darunter auch viele Erasmus- und weitere Auslandsstudenten aus über 90 Ländern.
Im Umfeld der Universität haben sich durch Institute, Gründungen und Unternehmensansiedlungen Cluster der Wirtschaft und Forschung in Bereichen der Spitzentechnologie wie der Biotechnologie (BioCon Valley) und der Kernfusion (Max-Planck-Institut für Plasmaphysik) angesiedelt.

## Namen

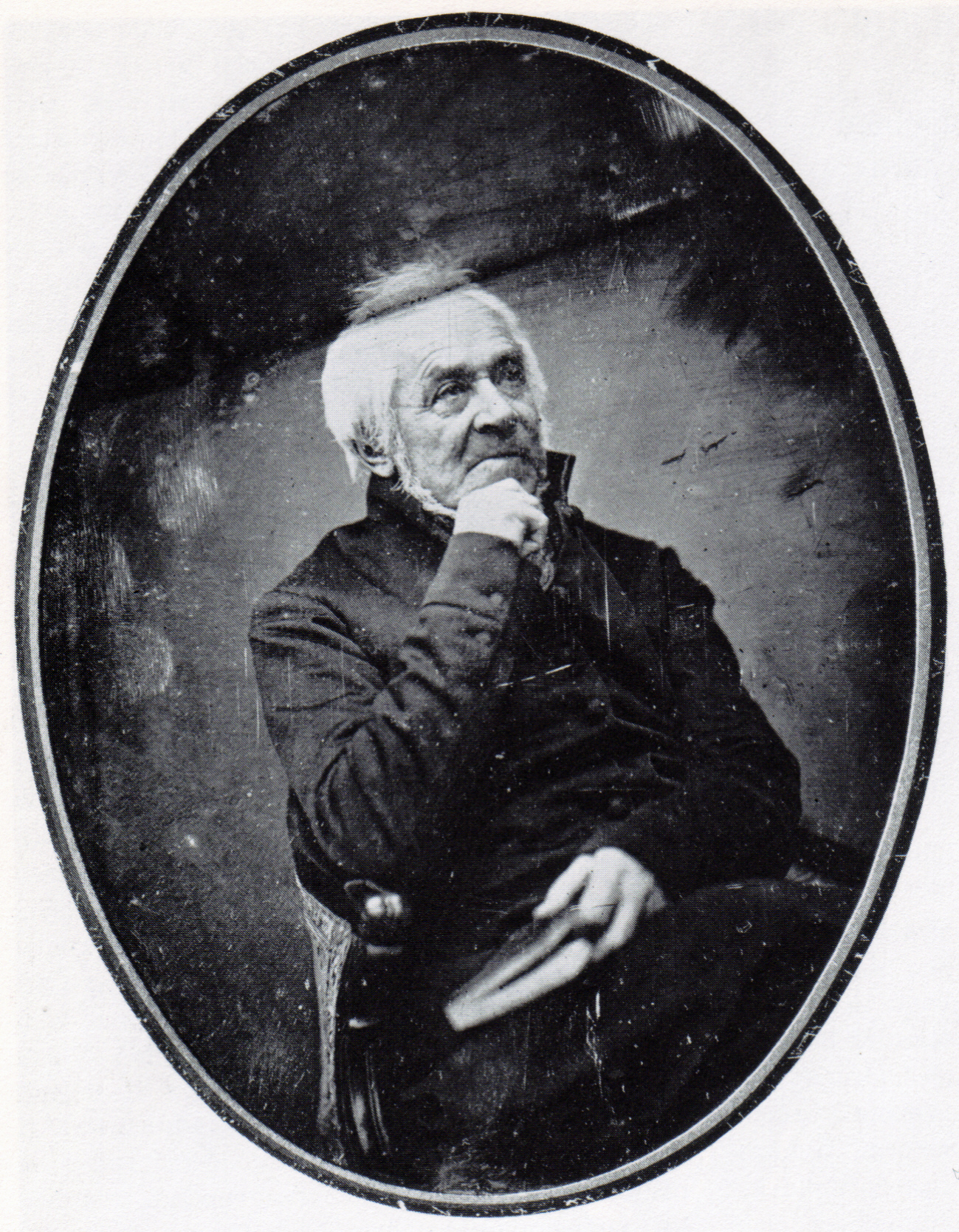
Ernst Moritz Arndt

In ihren ersten dreieinhalb Jahrhunderten hieß die Universität Universität Greifswald bzw. Universitas Gryphiswaldensis – Academia Gryphiswaldensis / Alma Gryphiswaldensis Universitas – Pomeranorum Universitas – Academia Gryphica – Akademie zu Greifswald – Königliche Akademie zu Greifswald. Einen offiziellen Namen erhielt sie erst 1815 in der preußischen Provinz Pommern.
- Königliche Universität Greifswald (1815)
- Preußische Universität zu Greifswald (1921)
- Ernst-Moritz-Arndt-Universität Greifswald (1933–2018)

Die Universität hatte nach 1945 stillschweigend auf den 1933 verliehenen Namenszusatz Ernst-Moritz-Arndt verzichtet. Am 15. August 1954 teilte das Staatssekretariat für Hochschulwesen auf eine entsprechende Anfrage der Universität mit, dass es den Namen „Ernst-Moritz-Arndt-Universität Greifswald“ nie aufgehoben habe und es zu seiner Weiterführung keiner feierlichen Namensverleihung bedürfe. Nun führte die Universität wieder den vollen Namen Ernst-Moritz-Arndt-Universität.
Ernst Moritz Arndt genoss in der Öffentlichkeit der DDR und als Namenspatron der Universität hohe Verehrung. In der Zeit nach der deutschen Wiedervereinigung erreichte die kritische Wertung Arndts, die in Westdeutschland bereits in den 1960er Jahren begonnen hatte, auch Greifswald. Dies veranlasste 2009 den Senat der Universität, eine Kommission einzusetzen, die sich mit der Frage der Ablegung bzw. der Beibehaltung des Namens Ernst Moritz Arndt beschäftigen sollte, um dem Senat einen Entscheidungsvorschlag vorzulegen. Anträge zur Änderung des Universitätsnamens wurden von den Universitätsgremien mehrfach abgelehnt, zuletzt im Jahre 2010 in einer Urabstimmung der Studierenden (Wahlbeteiligung 23 Prozent, davon 49,9 Prozent für eine Beibehaltung, 43,4 Prozent für eine Namensablegung) sowie im Akademischen Senat der Universität (36 Stimmen, davon 22 für die Beibehaltung und 14 für die Ablegung).
Am 18. Januar 2017 beschloss der Akademische Senat mit einer exakten Zweidrittelmehrheit, dass die Universität den Namen Ernst-Moritz-Arndt-Universität Greifswald ablegt. Der Name sollte in Zukunft wieder Universität Greifswald lauten. Der Beschluss stieß in Greifswald auf öffentliche Proteste und rechtliche Einwände. Auch Bundeskanzlerin Angela Merkel kritisierte wenige Tage nach der Abstimmung in einer Rede den Beschluss des Senats.
Am 7. März 2017 verweigerte das Bildungsministerium Mecklenburg-Vorpommern der Namensänderung die erforderliche Zustimmung, da der Abstimmungsprozess nicht dem Landeshochschulgesetz entsprechend erfolgt war.
In einer Meinungsumfrage zum Universitätsnamen, welche die Universität vom 27. November 2017 bis zum 8. Dezember 2017 veranstaltete, stimmten 48,66 Prozent der Teilnehmer für den Namen „Ernst-Moritz-Arndt-Universität Greifswald“ und 34,38 Prozent für den Namen „Universität Greifswald“. Eine Kompromisslösung lehnten 57,18 Prozent der Befragten ab, während 29,82 Prozent ihr zustimmten. Geäußert hatten sich 32,7 Prozent der 15.149 Teilnahmeberechtigten. Ungeachtet dessen beschloss der Akademische Senat am 17. Januar 2018 erneut, den Namen Ernst Moritz Arndt abzulegen, wobei nach einer Kompromissformel zu bestimmten Anlässen der Name des bisherigen Namenspatrons der offiziellen Bezeichnung Universität Greifswald vorangestellt werden kann. Die Änderung bedurfte der Zustimmung des Bildungsministeriums.
Am 19. April 2018 bestätigte das Ministerium für Bildung, Wissenschaft und Kultur die vom Senat der Universität beschlossene Namensänderung. Mit der hochschulöffentlichen Bekanntmachung und dem Inkrafttreten der 12. Satzung zur Änderung der Grundordnung am 1. Juni 2018 heißt die Universität jetzt Universität Greifswald. Der Namenszusatz „Ernst-Moritz-Arndt“ darf in der Praxis kaum noch verwendet werden.

## Geschichte

### Gründung
Die Universität wurde am 17. Oktober 1456 als Academia Gryphica gegründet. In Greifswald fand jedoch bereits seit 1436 akademische Lehre statt. Anlass dafür war die Verhängung der Reichsacht gegen die Stadt Rostock, woraufhin die dortige Universität bis 1443 ins benachbarte Greifswald ausweichen musste.
Die Gründung erfolgte auf Initiative des örtlichen Bürgermeisters, und später ersten Rektors, Heinrich Rubenow nach Genehmigung durch Kaiser Friedrich III. und Papst Kalixt III. und unter dem Schutz des pommerschen Herzogs Wartislaw IX.
Die Gründungsfeier fand unter dem Camminer Bischof Henning Iven im Greifswalder Dom St. Nikolai statt, in dem auch heute noch Veranstaltungen der Universität wie etwa die jährliche Immatrikulationsfeier stattfinden. Zunächst wurden die vier klassischen Fakultäten: Theologie, Philosophie, Medizin und Jura eingerichtet.
Die Universität wurde nach Rostock (1419) und noch vor Uppsala (1477) und Kopenhagen (1479) die zweite Universität in Nordeuropa bzw. im Ostseeraum. Im heutigen Deutschland gibt es nur drei Universitäten, die älter sind und ohne Unterbrechung bis heute bestehen: die Universität Heidelberg (1386), die Universität Leipzig (1409) und die Universität Rostock.

### Bis 1648: Pommersche Landesuniversität
Schon im ersten Jahr der Universität waren 173 Studenten immatrikuliert. Ihre Zahl sank allerdings in den ersten Jahren des 16. Jahrhunderts auf 35 – 50. Durch ihre Lage und die Zugehörigkeit der Stadt zur Hanse entwickelten sich schon in der Frühzeit der Universität intensive Beziehungen zu den nördlichen Nachbarn in Skandinavien und im Baltikum. Bis zur Einführung der Reformation (1526) studierten hier 476 Skandinavier; 22 Nordeuropäer finden sich unter den Hochschullehrern und sechs unter den Rektoren dieser Zeit. Mit Johannes Bugenhagen zählt die Universität eine herausragende Persönlichkeit der Reformationszeit und engen Vertrauten Martin Luthers zu ihren Absolventen.

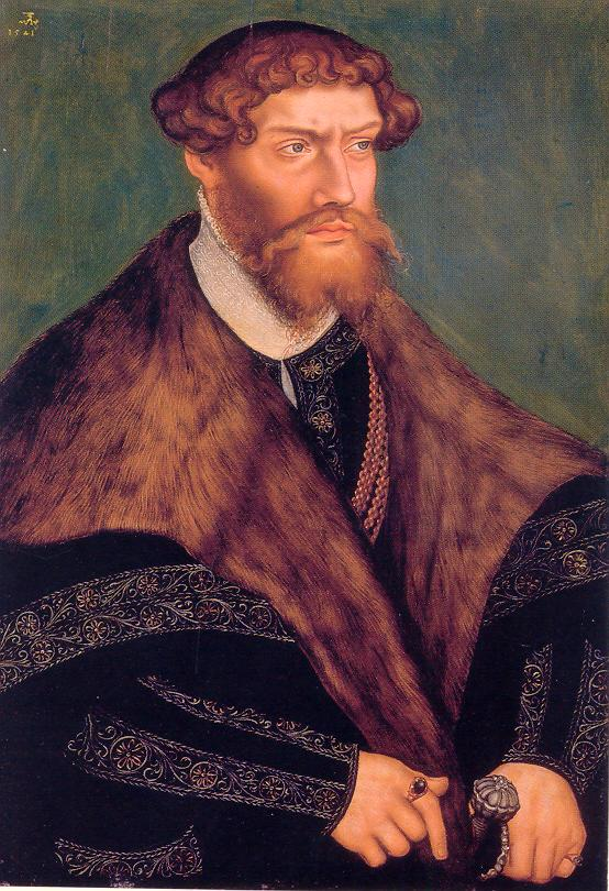
Philipp I. von Pommern-Wolgast nach Lucas Cranach d. J.

Von 1527 bis 1539 musste die Universität vorübergehend ihren Lehrbetrieb einstellen, weil mit der Reformation die bisherige Pfründenwirtschaft zusammengebrochen war und zudem viele Studenten abwanderten. 1539 wurde sie durch Herzog Philipp I. von Pommern als protestantische Landesuniversität wieder eröffnet und finanziell neu ausgestattet. So erhielt sie unter anderem das säkularisierte Greifswalder Dominikanerkloster (Schwarzes Kloster) sowie die Einnahmen aus dem ebenfalls säkularisierten Kloster Eldena zugesprochen. Die Professuren der Theologischen Fakultät wurden personell mit den Pastoraten der Greifswalder Pfarrkirchen verknüpft, wobei der Inhaber der 1. Theologischen Professur als Pastor von St. Nikolai zugleich Generalsuperintendent von Pommern-Wolgast war. Die Verbindung zwischen Universität und frühmodernem Staat setzte sich auch in den anderen Fakultäten fort: Die Juristen waren zugleich am Hofgericht beschäftigt, die Mediziner als herzogliche Leibärzte und die Artisten als Prinzenerzieher. Neben den Herzögen betätigten sich auch die Landstände als Förderer der Universität, etwa durch Stiftung von Stipendien und Freitischen für Studenten.
Philipps Nachfolger Ernst Ludwig initiierte den Bau eines nach ihm benannten Kollegiengebäudes, das aber erst nach seinem Tod fertiggestellt wurde und auf dessen Grundmauern das heutige Hauptgebäude steht. Der letzte Herzog von Pommern-Wolgast, Philipp Julius, schenkte der Universität einen kostbaren Radmantel, der bis in die jüngste Vergangenheit von den Rektoren bei feierlichen Anlässen getragen wurde.
1604 wurde mit der Universitätsbibliothek Greifswald die erste Universitätsbibliothek Deutschlands eingerichtet. Über mehrere Jahrzehnte bestand ein Ankaufvertrag über 2.000 Gulden mit einem Wittenberger Buchdrucker. Der Vertrag endete erst zum Ende des 17. Jahrhunderts. Zum Buchbestand gehören Handschriften und frühe Drucke renommierter Schriftsteller und Drucker wie Johannes Gutenberg, Thomas Thorild u. v. a.
Zur Begleichung ausstehender Professorengehälter vermachte im Jahr 1634 Herzog Bogislaw XIV. der Universität das Amt Eldena vor den Toren der Stadt mit rund 14.000 Hektar, wodurch sie für lange Zeit zur größten Grundbesitzerin unter den deutschen Universitäten wurde.

### 1648–1815: Schwedenzeit
Infolge der Teilung Pommerns durch den Westfälischen Frieden lag Greifswald ab 1648 in Schwedisch-Pommern. Abgesehen von einer vorübergehenden dänischen Besetzung (1715–1720) im Großen Nordischen Krieg wurde die Universität fortan bis 1815 von schwedischer Wissenschaftspolitik geprägt und großzügig gefördert. Besonders im ausklingenden 18. Jahrhundert erlangte sie als Kulturbrücke zwischen Schweden und Deutschland neue Bedeutung: mehr als 1500 Schweden studierten oder wirkten hier als Wissenschaftler, darunter der schwedische Philosoph Thomas Thorild (1759–1808) und der Theologe und Skandinavist Jakob Wallenius.
Sichtbarstes Zeugnis aus der „Schwedenzeit“ ist das repräsentative Hauptgebäude in der Domstraße, das von 1747 bis 1750 vom Greifswalder Mathematiker Andreas Mayer im Stil des norddeutschen Spätbarocks errichtet wurde. Die heutige Aula, früher als Bibliothek genutzt, gilt als ein besonderes Kleinod dieses Baustils und war titelgebend für den bekannten Roman des DDR-Schriftstellers Hermann Kant.

### 1815–1933: Preußen

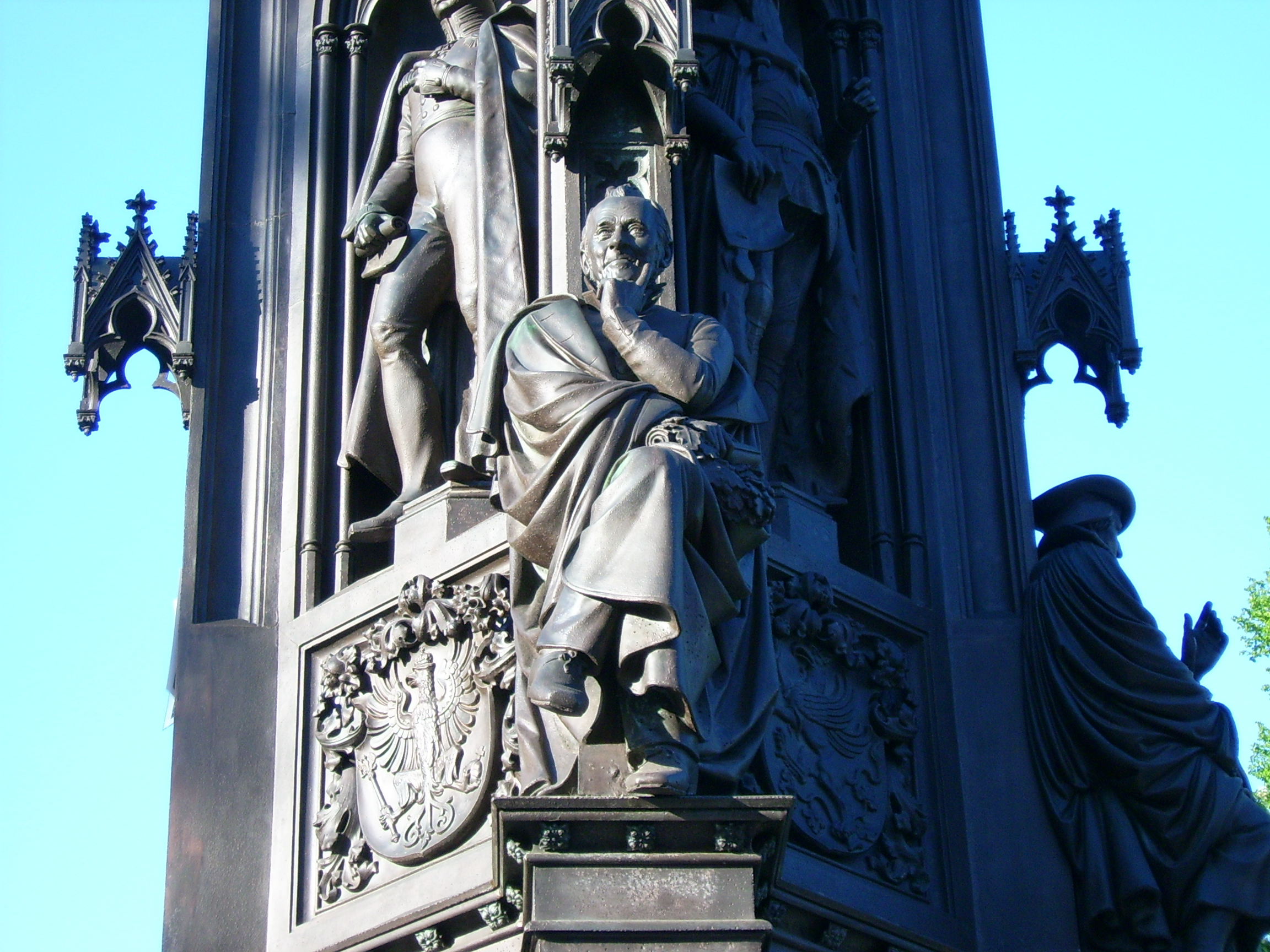
Der einstige Namenspatron der Universität, Ernst Moritz Arndt, auf dem Rubenowdenkmal.

1815 ging Schwedisch-Pommern samt der Universität Greifswald in preußischen Besitz über, die damit zur ältesten Hochschule in Preußen wurde. Die Hochschule führte den Namen Königliche Universität zu Greifswald. Zum 400-jährigen Bestehen der Universität wurde 1856 das Rubenow-Denkmal im Beisein Königs Friedrich Wilhelm IV. von Preußen eingeweiht. Es befindet sich noch heute an seinem Platz vor dem Hauptgebäude und wurde 2006 zum 550. Gründungsjubiläum aufwändig restauriert.
Vor allem in der zweiten Hälfte des 19. Jahrhunderts entwickelte sich die Universität zu einer modernen Forschungsuniversität. Neben der Medizin, erblühten besonders die Juristische und die Theologische Fakultät, die Altertumswissenschaften und die Philologien. 1863 wurde das Historische Institut als erstes in Preußen und als viertältestes in Deutschland gegründet. Die Juristische Fakultät wurde 1905 durch Angliederung einer Ökonomischen Abteilung (heute Abteilung Betriebswirtschaftslehre) zur Rechts- und Staatswissenschaftlichen Fakultät erweitert. 1912 wurde auf Initiative des Greifswalder Paläontologen Otto Jaekel die deutsche Paläontologische Gesellschaft gegründet. Während der Weimarer Republik wurde das Spektrum der Universität durch mehrere neue Institute (Nordisches Institut, Gustaf-Dalman-Institut für Palästinawissenschaften, Victor-Schultze-Institut mit christlich-archäologischer Sammlung, Biologische Forschungsanstalt auf der Insel Hiddensee) erweitert. Nach Ende der Monarchie wurde der Universität 1921 offiziell der Name Preußische Universität zu Greifswald beigelegt.

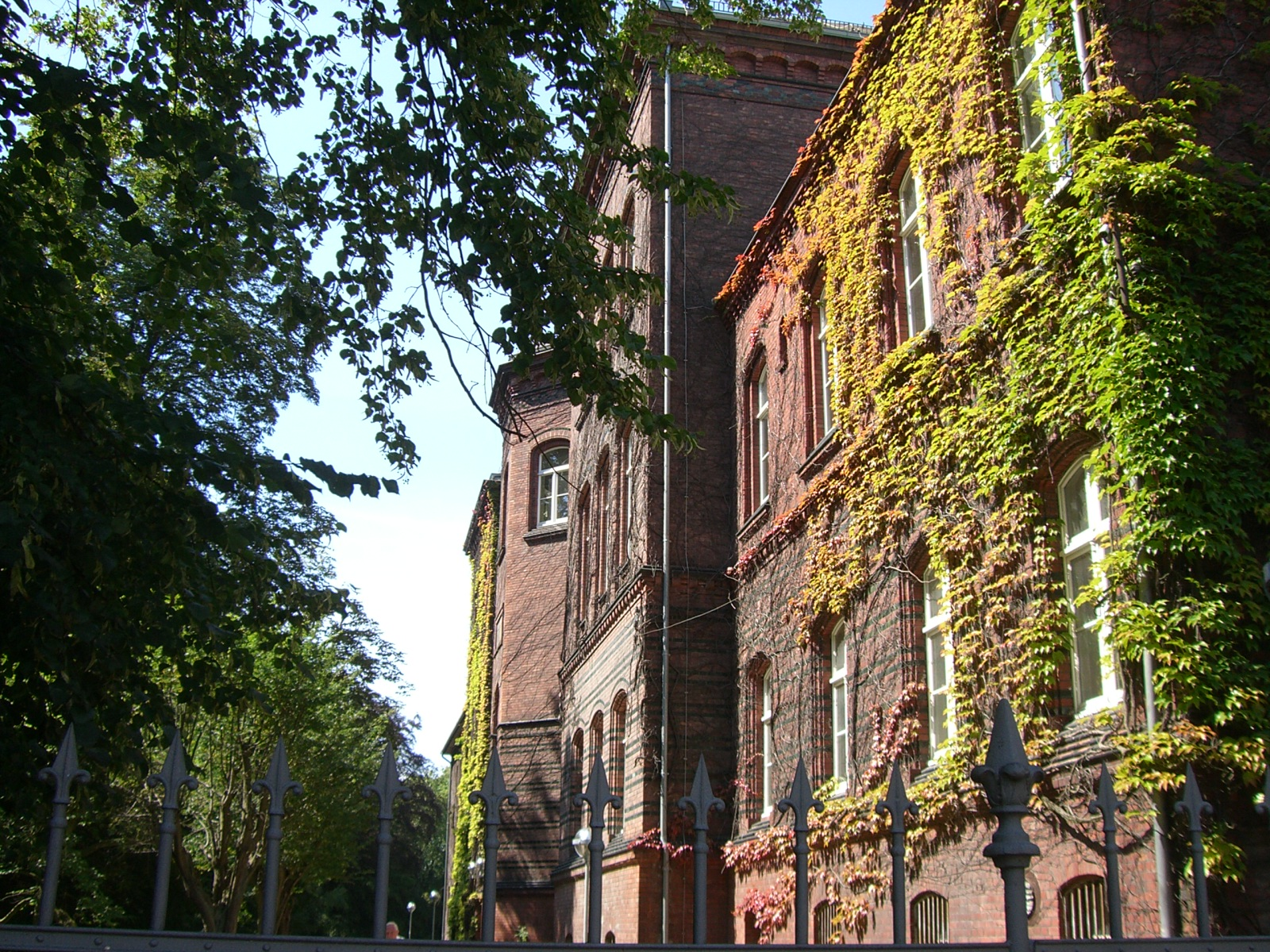
Alte Augenklinik

### 1933–1945: Nationalsozialismus und Zweiter Weltkrieg
Am 16. Mai 1933 erhielt die Universität auf eigenen Antrag, initiiert von Theologieprofessor Walther Glawe, verliehen durch den damaligen preußischen Ministerpräsidenten Hermann Göring den Namen „Ernst Moritz Arndt“. Arndt hatte einst in Greifswald Theologie studiert und mit Unterbrechungen von 1800 bis 1811 als Historiker gelehrt. Von hier aus veröffentlichte er seine sozialkritische Schrift „Versuch einer Geschichte der Leibeigenschaft in Pommern und Rügen“, sein Werk „Germanien und Europa“ sowie den ersten Teil von „Geist der Zeit“.
Ab 1933 wurden gemäß dem „Berufsbeamtengesetz“ mehrere Professoren und Lehrkräfte der Universität aus rassischen und anderen Gründen durch das NS-Regime aus ihrer Wirkungsstätte vertrieben. Unter ihnen befand sich der Geograph Gustav Braun (1930 Rektor der Universität), die Rechtswissenschaftler Fritz Klingmüller und Paul Merkel, sowie der Altphilologe, frühere Dekan und Rektor Konrat Ziegler. Der Psychiater und Neurologe Edmund Forster nahm sich nach ungerechtfertigten Denunziationen das Leben. Insgesamt vertrieb die Universität in der Zeit des Nationalsozialismus 20 Hochschullehrer, etwa 12 % des Lehrkörpers. Auf freiwerdende Stellen wurden jetzt überwiegend Nationalsozialisten berufen. Aus Existenzangst oder Anpassungsdruck traten mehrere Lehrstuhlinhaber und Wissenschaftler in die NSDAP ein. Zum Sommersemester 1939 gehörten von den 116 Mitgliedern des engeren Lehrkörpers 66 der NS-Partei an (56,9 Prozent). Zu den neu berufenen Lehrstuhlinhabern gehörten u. a. die Volkswirte Theodor Oberländer und Peter-Heinz Seraphim, der Chemiker Gerhart Jander, der Kunsthistoriker Kurt Wilhelm-Kästner und der Anglist Reinhard Haferkorn.
Am 17. Mai 1933 weihte der kommissarische preußische Kultusminister Bernhard Rust an der Universität das Institut für menschliche Erblehre und Eugenik (Institut für Vererbungswissenschaften) ein mit dessen Hilfe die NS-Rassentheorie, wissenschaftlich verbrämt, weiter gestützt wurde ein. Zum Jahresende wurde als dessen Direktor Günther Just berufen. Weitere Dozenten und Lehrstuhlinhaber befassten sich von nun an verstärkt mit ideologisch motivierten Forschungen, etwa zur Volkskunde, Religionswissenschaft und zum Polizeirecht. Mit der Berufung von Carl Engel, der ab 1941 die archäologischen Museen im besetzten Baltikum neu gestaltete, erhielt die Universität erstmals einen Lehrstuhl für Vorgeschichte. Im Zuge der Neuausrichtung der Wissenschaft für den kommenden Krieg profilierte sich die Universität auch in den Naturwissenschaften. Das physikalische Institut wurde zum Rüstungsbetrieb erklärt, Angehörige des geologischen Instituts kartographierten die Bodenschätze Pommerns und waren später in den besetzten Gebieten tätig. Mehrere Forscher befassten sich mit dem Kampfstoff Lost (Senfgas). Das chemische Institut untersuchte das Verhalten des Stoffes als Aerosol. Im pharmakologischen und physiologischen Institut wurde die Wirksamkeit verschiedener Stoffe bei der Heilung von Lostwunden untersucht. Während diese Versuche an Freiwilligen, meist Angehörigen der Studentenkompanien, durchgeführt wurden, erprobte der Leiter der Hautklinik Wilhelm Richter den Stoff an Patienten ohne deren Wissen. Ob die Versuche von Universitätsangehörigen mit dem Maul-und-Klauenseuche-Virus in der Reichsforschungsanstalt Insel Riems offensiven oder defensiven Charakter hatten, ist umstritten.
1937 beschlagnahmten die Nationalsozialisten in einer deutschlandweiten konzertierten Aktion „Entartete Kunst“ aus der Akademischen Kunstsammlung nachweislich vierzehn Werke von Ernst Barlach, Otto Dix, Karl Hofer, Karl August Lattner, Johannes Molzahn, Emil Nolde, Karl Peter Röhl, Georg Schrimpf und Richard Seewald. Drei dieser Arbeiten wurden vernichtet. Der größte Teil ging zur „Verwertung“ unter Mitwirkung der Kunsthändler Bernhard A. Böhmer, Hildebrand Gurlitt und Ferdinand Möller in den Kunsthandel. Ihr weiteres Schicksal ist bis auf Schrimpfs Holzschnitt Frau mit Kind (1917/18; 10,6 × 11,8 cm; WV Hofmann/Präger 1917/18-1), der 1977 über das Kunsthaus Lempertz veräußert wurde, ungeklärt (Stand September 2018). Wie stark die Universitätssammlungen und die Bibliothek von der Raubkunst profitierten, ist nicht mehr nachvollziehbar. Die Bibliothek war aber in den zentral organisierten Büchertausch einbezogen und erhielt Werke aus Frankreich, Norwegen und Polen. Durch die Vernichtung von Akten ist auch das Ausmaß der Beschäftigung von Kriegsgefangenen nicht mehr exakt zu rekonstruieren. Auf dem von ihr selbst bewirtschafteten Gut Koitenhagen und in den Forsten beschäftigte die Universität etwa 60 Kriegsgefangene. Das Arboretum des Botanischen Gartens wurde mit Hilfe von Kriegsgefangenen angelegt. Ein Arbeitskommando des Greifswalder Kriegsgefangenenlagers (Stalag II C) legte auch die Löschwasserteiche bei der Nervenklinik und auf dem neuen Ostgelände bei der Ohrenklinik an. In den Kliniken wurden Kriegsgefangene als Pfleger und Hilfskräfte eingesetzt.
Am Ende des Krieges wirkten Professoren an der friedlichen Übergabe der Stadt Greifswald mit, unter anderem Rektor Carl Engel und der Internist Gerhardt Katsch, die mit den sowjetischen Befehlshabern in Anklam die Kapitulationsbedingungen aushandelten.
Obwohl 1945 alle ehemaligen Angehörigen der NSDAP entlassen wurden, waren 1949 wieder 17,9 Prozent der Professuren und Dozentenstellen mit einstigen Nationalsozialisten besetzt. In der Bundesrepublik gelangten weitere 35 ehemalige Nationalsozialisten auf verantwortliche Positionen als Professor oder Chefarzt. In der DDR waren es 14.

### 1945–1990: Nachkriegszeit und DDR

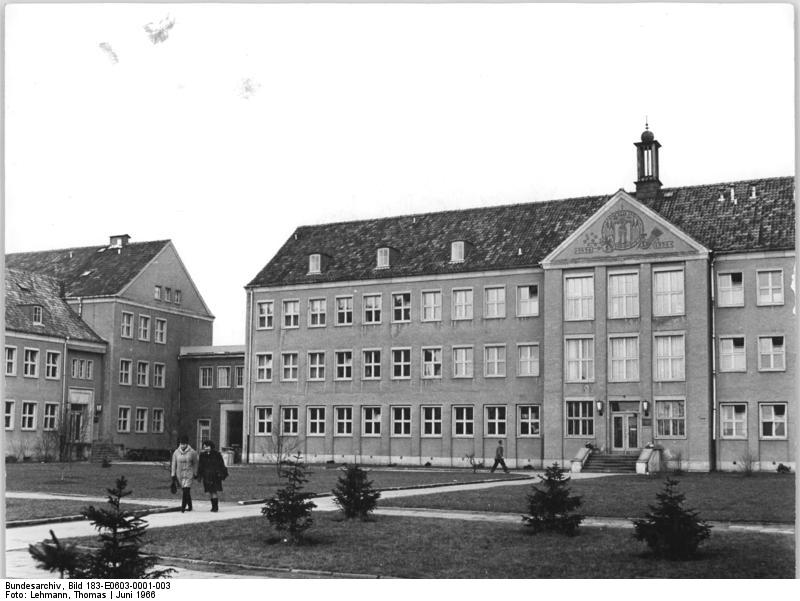
Universitätsneubauten der 1950er Jahre: Naturwissenschaftlicher Institutskomplex in der Jahnstraße

Die Universität wurde nach dem Ende des NS-Staats geschlossen und am 15. Februar 1946 wieder eröffnet, u. a. mit einem Institut für Kunsterziehung, das in der Folgezeit auch eine Vielzahl von bildenden Künstlern hervorbrachte. 1966 gab es eine große Ausstellung anlässlich des 20-jährigen Bestehens.
Die Freie Deutsche Jugend gab 1949–1954 die Monatsschrift junge universität heraus. Die Fakultäten wurden neu gegliedert:
Die Rechts- und Staatswissenschaftliche Fakultät wurde weitestgehend geschlossen. Eine neue Landwirtschaftliche Fakultät entstand 1946 aus der ehemaligen Landwirtschaftlichen Akademie Eldena. Sie wurde 1950 an die Universität Rostock verlegt und später als Institut erneut in die Universität Greifswald eingegliedert. 1946–1955 bestand eine Pädagogische Fakultät zur Ausbildung von Neulehrern. Die 1949 errichtete Arbeiter-und-Bauern-Fakultät „Martin Andersen Nexö“ sollte das „bürgerliche Bildungsprivileg“ brechen und eine neue „sozialistische Intelligenz“ heranbilden. Sie wurde 1962 geschlossen. Für die ab 1951 vorgeschriebene marxistisch-leninistische Ausbildung aller Studenten wurde ein Gesellschaftswissenschaftliches Institut errichtet. Es wurde 1960 in Institut für Marxismus-Leninismus und 1969 (bis 1990) in „Sektion Marxismus-Leninismus“ umbenannt.
Ebenfalls 1951 wurden die naturwissenschaftlichen Fächer aus der Philosophischen Fakultät ausgegliedert und in eine eigene Mathematisch-Naturwissenschaftliche Fakultät überführt. In den 1950er Jahren entstand ein neuer Institutskomplex in der Jahnstraße. Eine von der DDR-Führung beabsichtigte Umwandlung der Medizinischen Fakultät in eine Militärmedizinische Akademie konnte 1955 durch einen Studentenstreik abgewendet werden. Hinzunehmen war jedoch die Militärmedizinische Sektion an der Universität Greifswald als Dienststelle der Nationalen Volksarmee. Sie wurde 1989 aufgelöst und von Dietmar Enderlein in ein privatwirtschaftliches Klinikum überführt.
Die Dritte Hochschulreform in der DDR (1967–1972) verstärkte die Kontrolle der Wissenschaft durch die Sozialistische Einheitspartei Deutschlands. Sie brachte die Ablösung der Fakultäten durch 16 „Sektionen“ und den „Bereich Medizin“.

### Seit 1990: Gesamtdeutschland

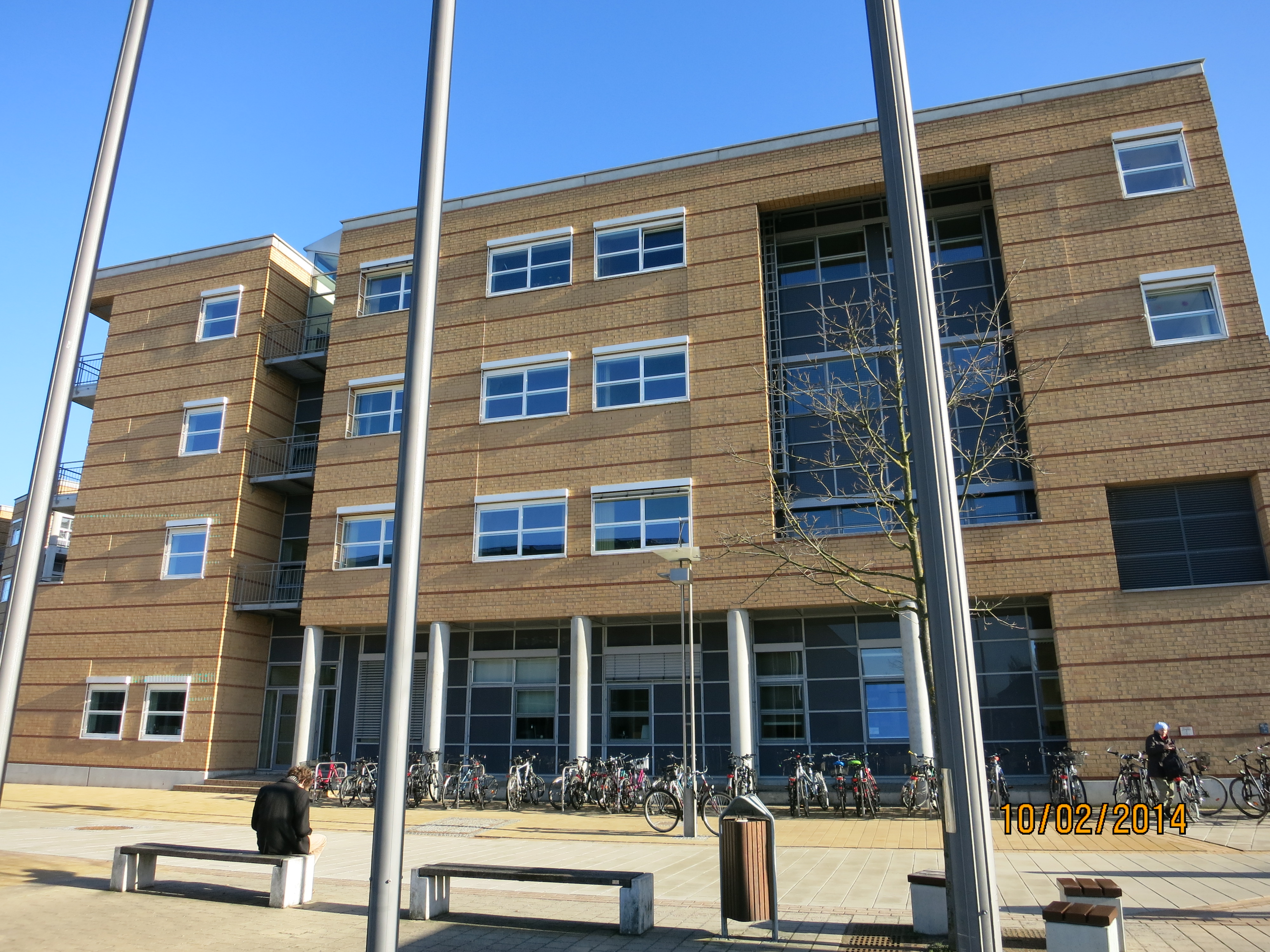
Krankenhausflügel der Unimedizin

Die zum Teil gravierenden Eingriffe in das Greifswalder Universitätsgefüge wurden nach der deutschen Wiedervereinigung größtenteils rückgängig gemacht und die Freiheit von Lehre und Forschung wiederhergestellt. So wurden die 1969 aufgelösten Fakultäten neu gebildet und 1991 auch die Rechts- und Staatswissenschaftliche Fakultät wiedereröffnet. In jahrelangen Überleitungsverfahren wurde der gesamte Lehrkörper überprüft und belastete Professoren und Mitarbeiter nicht weiterbeschäftigt.
Seit Ende der 1990er Jahre profilierte sich die Universität im Bologna-Prozess. So begann sie 1999 als eine der ersten Universitäten in Deutschland ihr Studienangebot auf konsekutive Bachelor- und Masterstudiengänge umzustellen. Dem inzwischen so genannten Greifswalder Modell gestufter Studiengänge an der Philosophischen Fakultät folgten inzwischen auch viele Studienfächer der anderen Fakultäten, z. B. Physik und Geographie. Ferner hat die Universität Greifswald zum Wintersemester 2000/2001 als erste Universität in Deutschland einen modularisierten juristischen Studiengang mit dem Abschluss Bachelor of Laws eingeführt. Die nichtkonsekutiven Staatsexamensstudiengänge (Lehramt, Medizin) bleiben vorerst weiterhin bestehen. Die Rechts- und Staatswissenschaftliche Fakultät hat sich entschlossen, das Studium der Betriebswirtschaftslehre als einzige in Deutschland weiterhin mit dem Abschluss Diplom fortzuführen und argumentiert aktiv und öffentlich gegen Bachelor und Master.

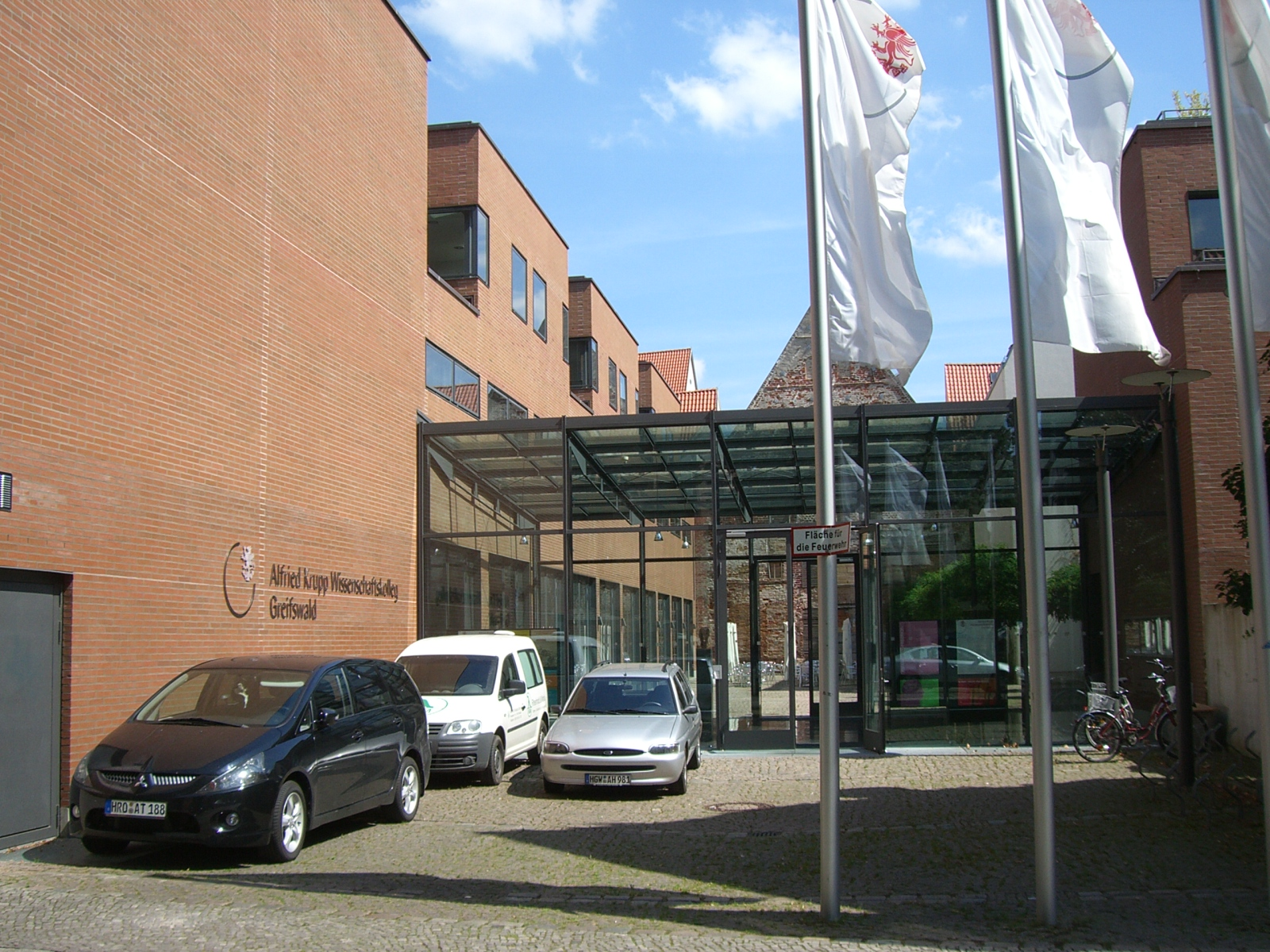
Haupteingang des Alfried-Krupp-Wissenschaftskollegs in der Martin-Luther-Straße

Im Jahr 2000 wurde das Alfried-Krupp-Wissenschaftskolleg Greifswald gegründet, das durch die Vergabe von Gaststipendien für Senior- und Juniorfellows sowie die Förderung und Veranstaltung von Vorträgen und Tagungen die internationale Vernetzung der Universität verbessern soll.
Im Jahre 2006 feierte die Universität das 550-jährige Jubiläum ihrer Gründung. Höhepunkt der zahlreichen Veranstaltungen zum Universitätsjubiläum waren die Festveranstaltung im Dom sowie die Neueröffnung der restaurierten Aula im barocken Universitätshauptgebäude durch Bundespräsident Horst Köhler und Königin Silvia von Schweden.
Vor allem baulich hat sich die Universität seit der Deutschen Wiedervereinigung stark verändert: Zum einen wurden zahlreiche historische Universitätsgebäude in der Altstadt, darunter viele Klinikbauten aus dem 19. Jahrhundert, aufwändig saniert und restauriert. Zum anderen entstand im Osten der Stadt ein völlig neuer Campus, der vor allem das Universitätsklinikum und die Naturwissenschaften sowie die neue Universitätsbibliothek aufnahm. Insgesamt sind in den Jahren 1991 bis 2007 rund 417 Millionen Euro in die Restaurierung historischer Bauten und den Neubau geflossen.
Anfang der neunziger Jahre lag die Zahl nur bei 4000 Studierenden. Bis 2002 verdoppelte sie sich, 2011 stieg sie auf einen Spitzenwert von etwa 12500 Studierenden an.
Die für die Forschung eingeworbenen Drittmittel stiegen von jährlich etwa 10 Millionen in den neunziger Jahren auf 40 Mio. Euro im Jahr 2010. 2012 und 2016 wurden jeweils über 45 Mio. Euro eingeworbene Mittel verausgabt, wobei der Anteil der Universitätsmedizin sich auf etwa die Hälfte beläuft und tendenziell ansteigt.
Infolge von Einsparauflagen des Landes mussten seit Ende der 1990er Jahre die Zahl der Professuren und Mitarbeiterstellen kontinuierlich reduziert werden. Um schwerpunktmäßig international konkurrenzfähige Forschung und Lehre zu ermöglichen, mussten andere Studiengänge und Institute reduziert oder ganz geschlossen werden, insbesondere in den Bereichen Chemie, Sport, Erziehung, Romanistik und Altertumswissenschaften. Diese Fächer können in Mecklenburg-Vorpommern seither nur noch an der Universität Rostock studiert werden.

## Gliederung

### Leitung und Gremien

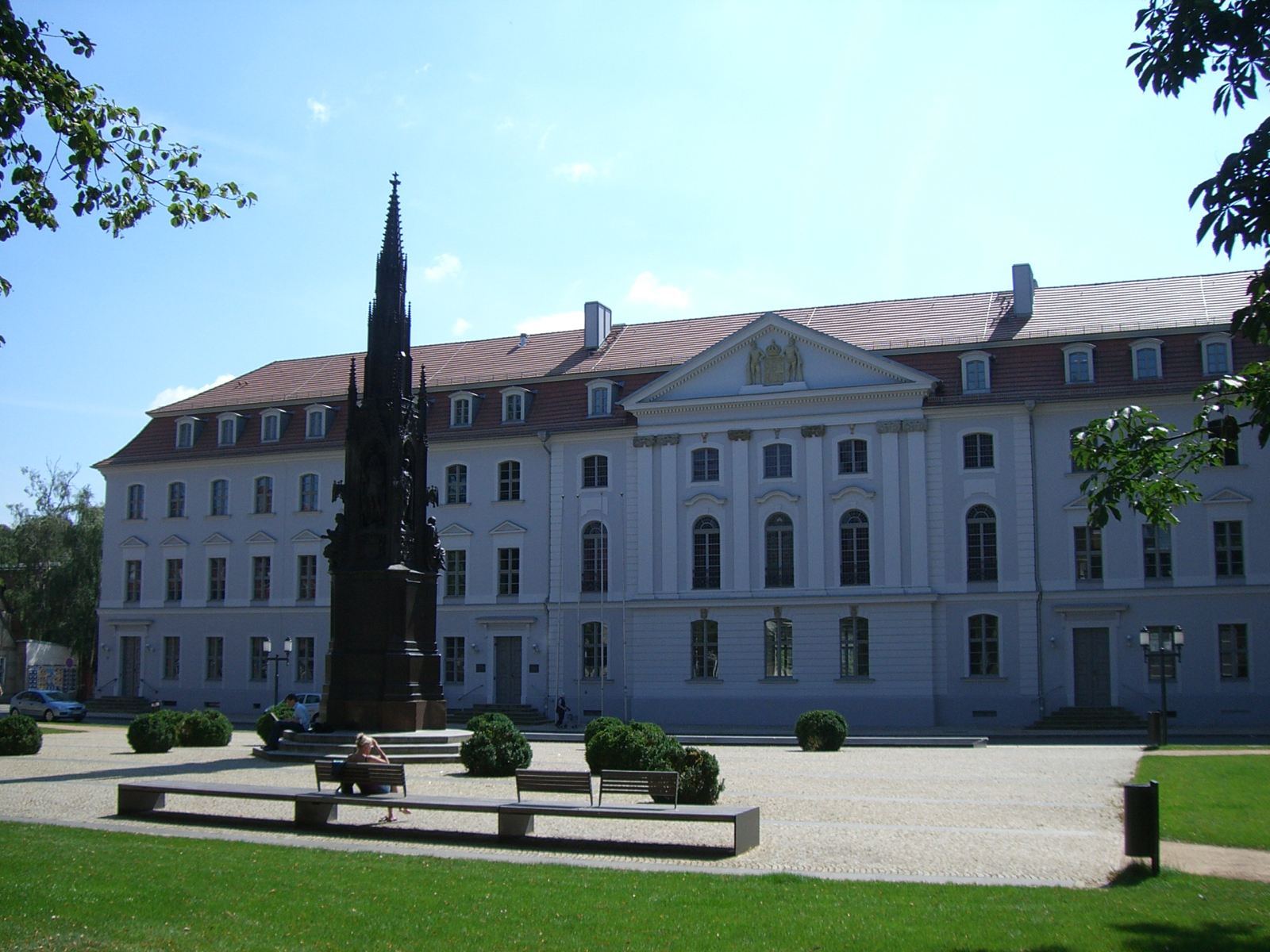
Rubenowplatz: Im barocken Universitätshauptgebäude hat die Universitätsleitung ihren Sitz. Es ist ebenfalls Tagungsort des Akademischen Senats und des Studentenparlaments sowie verschiedener universitärer Einrichtungen, u. a. der Pressestelle.

Der Rektor leitet die Universität mithilfe seiner Richtlinienkompetenz und vertritt sie nach außen, etwa gegenüber dem Ministerium, Wissenschaftsgesellschaften oder Sponsoren. Der Rektor wird vom Senat gewählt und wird unterstützt durch zwei Prorektoren.
Rektorin ist seit dem 1. April 2021 die Mikrobiologin Katharina Riedel. Prorektoren sind die Professoren Peter Michalik, Daniel Schiller und Anette Sosna sowie der Student Lukas Voigt.
Der Kanzler leitet die Verwaltung der Universität nach innen. Kanzler waren von 2009 bis 2017 Wolfgang Flieger und von 2018 bis 2021 Frank Schütte. Am 18. Oktober 2023 wählte der Senat Dr. Juliane Huwe zur Kanzlerin. Die Bestellung der Rechtswissenschaftlerin durch das Ministerium für Wissenschaft, Kultur, Bundes- und Europaangelegenheiten Mecklenburg-Vorpommern erfolgte am 3. September 2024.
Der akademische Senat setzt sich aus Professoren, akademischen Mitarbeitern, Studenten und weiteren Mitarbeitern im Verhältnis 12:4:4:2 („engerer Senat“) oder 12:6:12:6 („erweiterter Senat“) zusammen. Der erweiterte Senat wählte am 21. Oktober 2020 die vorherige Prorektorin Katharina Riedel zur Rektorin.
Bis Ende 2011 gab es an der Universität einen Hochschulrat. Dieser ist laut geltender Grundordnung der Universität Greifswald nicht mehr vorgesehen. Das Landeshochschulgesetz Mecklenburg-Vorpommern schreibt einen solchen auch nicht zwingend vor.
Eine besondere Ehrung stellt die Bestellung als „Ehrensenator“ der Alma Mater Gryphiswaldensis dar. Diese Ehre kam bisher u. a. folgenden Personen zuteil:
- 1956: Rudolf Petershagen, ehemaliger Stadtkommandant von Greifswald, der am 29. April 1945 durch kampflose Übergabe an die Rote Armee die Stadt vor der Zerstörung bewahrte
- 1991: Berthold Beitz, Kuratoriumsvorsitzender der Alfried Krupp von Bohlen und Halbach-Stiftung
- 1993: Reinhard Glöckner, Oberbürgermeister der Hansestadt Greifswald a. D.
- 1998: Norbert Kleinheyer, Geschäftsführer Sparkassen- und Giroverband Hessen-Thüringen
- 2000: Michael Otto, Aufsichtsratsvorsitzender und ehemaliger Vorstandsvorsitzender der Otto-Gruppe

Die Studentische Selbstverwaltung ist aufgeteilt in das Studierendenparlament (StuPa), den Allgemeinen Studierendenausschuss, die studentischen Medien moritz.medien und die Fachschaften. Jeder Studierende der Universität hat passives und aktives Wahlrecht für das StuPa sowie die Fachschaft, in der er studiert. Das StuPa wählt die Mitglieder des AStA und Mitglieder verschiedener Ausschüsse und Arbeitsgruppen.

### Fakultäten

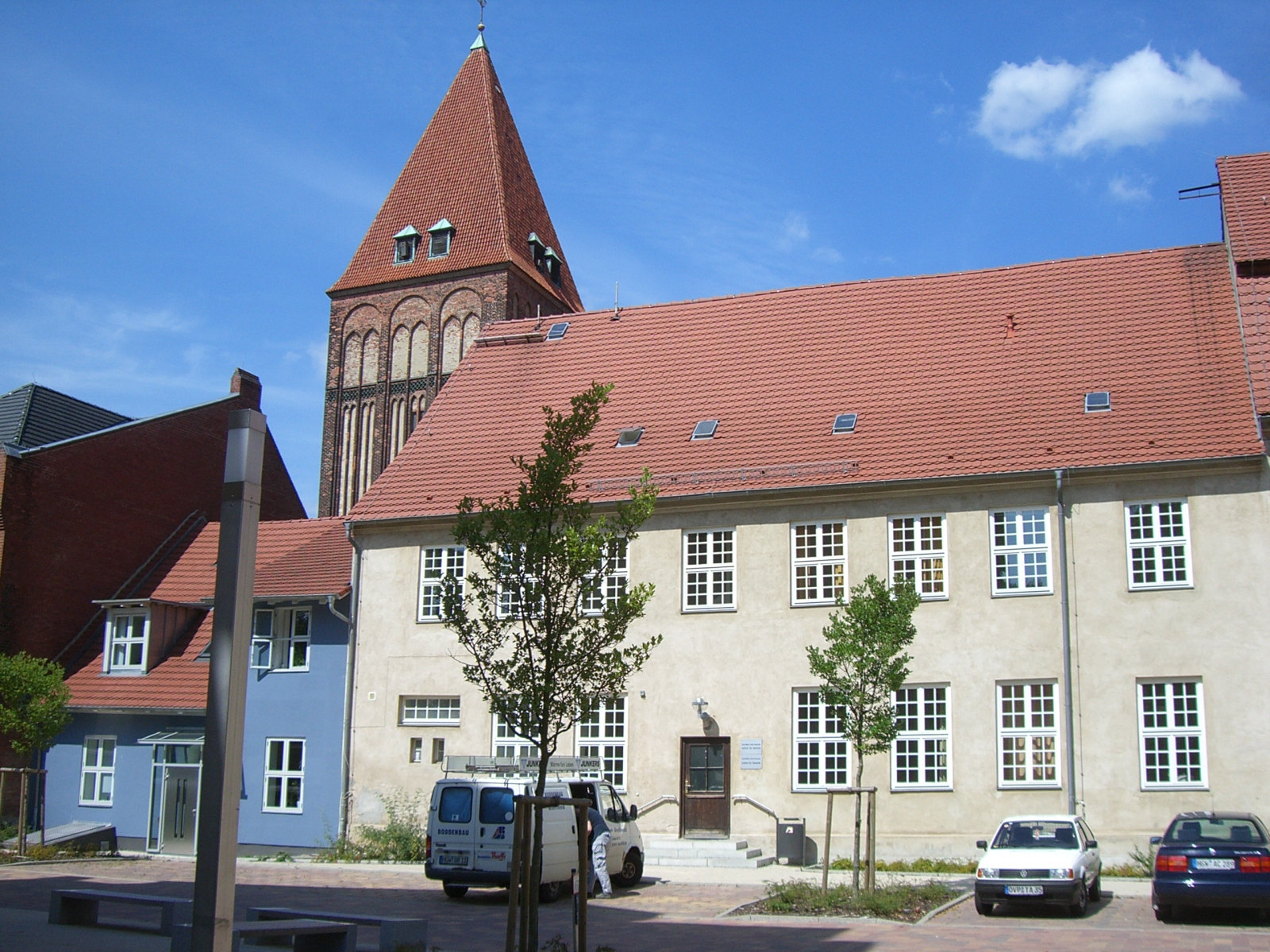
Die Baltistik und Slawistik (grau), sowie das International Office der Universität (blau) befinden sich am Altstadtcampus.

Die Universität besteht aus fünf Fakultäten, die ihrerseits wieder in Institute oder Kliniken aufgeteilt sind. An der Spitze der Fakultäten steht jeweils ein Dekan sowie ein Prodekan und ein Studiendekan. An der Philosophischen und Medizinischen Fakultät wird der Dekan durch einen zweiten Prodekan unterstützt. Darüber hinaus gibt es die Fakultätsräte, die sich aus Hochschullehrern, wissenschaftlichen Mitarbeitern, Studenten und sonstigen Mitarbeitern zusammensetzen.

#### Theologische Fakultät
Die Theologische Fakultät ist die kleinste Greifswalder Fakultät und bietet die Studiengänge evangelische Theologie (Abschluss Kirchliches Examen, Diplom), Evangelische Religion (Lehramt Gymnasium oder Regionale Schule) sowie Evangelische Religionspädagogik (Aufbaustudiengang) an.
Eine Besonderheit des Greifswalder Theologiestudiums ist das Institut zur Erforschung von Evangelisation und Gemeindeentwicklung, das in Zusammenarbeit mit dem Pommerschen Evangelischen Kirchenkreis der Nordkirche und der Arbeitsgemeinschaft Missionarische Dienste der EKD betrieben wird. Es widmet sich Fragen der Mission und der praktischen Verkündigung des Evangeliums.
Das Gustaf-Dalman-Institut dokumentiert nach eigener Aussage „das von Bauern und Hirten geprägte Palästina, wie es heute nicht mehr existiert“. Das Victor-Schultze-Institut besitzt eine Sammlung spätantiker und mittelalterlicher Originale.

#### Rechts- und Staatswissenschaftliche Fakultät

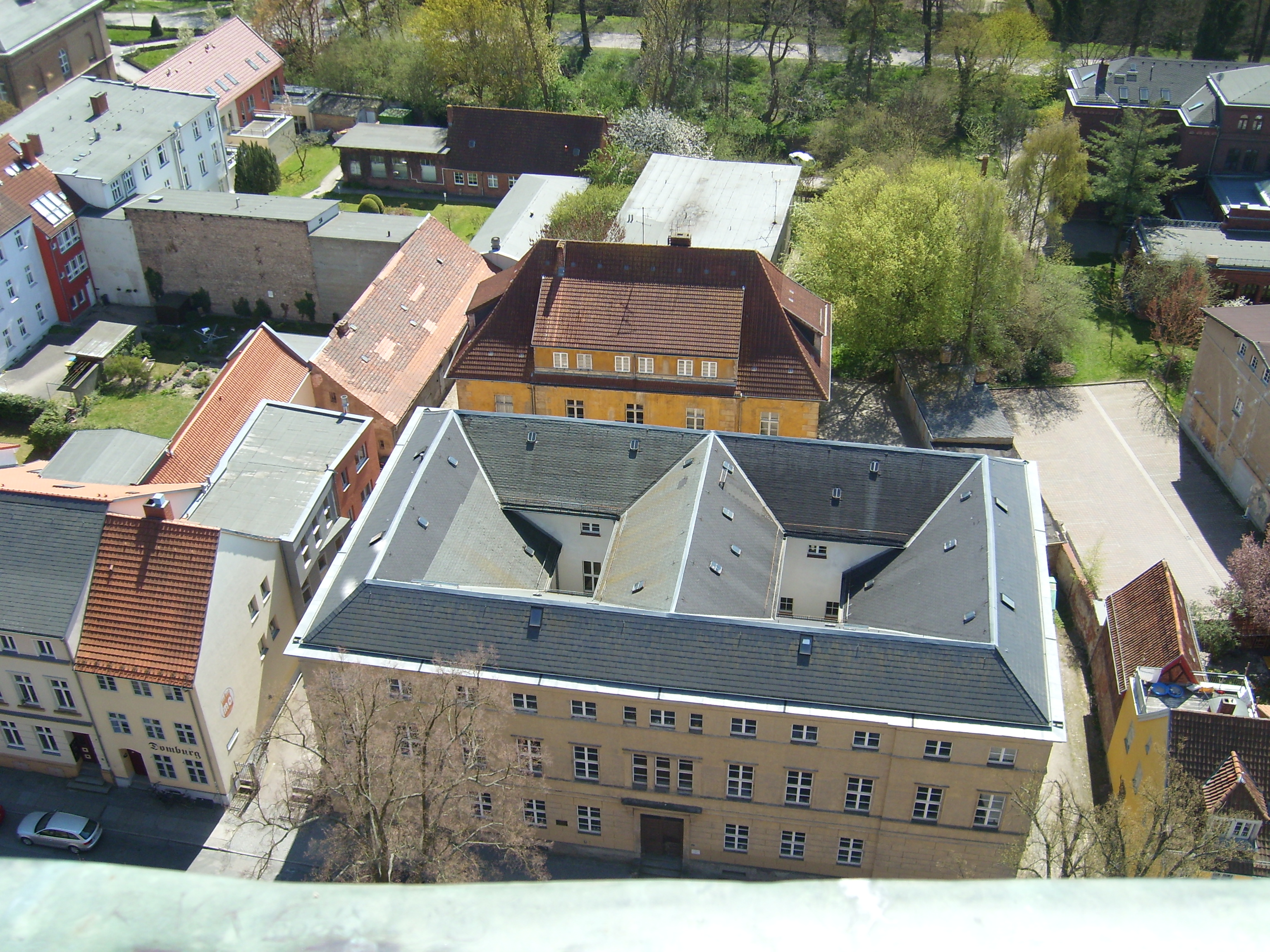
Der Bereich Rechtswissenschaften der Rechts- und Staatswissenschaftlichen Fakultät vom Dom St. Nikolai aus gesehen.

Lange Zeit hat die Rechts- und Staatswissenschaftliche Fakultät (RSF) den Studiengang Betriebswirtschaftslehre mit dem Abschluss Diplom-Kaufmann praktisch als einzige Fakultät in Deutschland weitergeführt. Zum Wintersemester 2023/24 wurde der Diplomstudiengang dann doch geschlossen.
Im Zusammenhang mit Zielvereinbarungen des Landes Mecklenburg-Vorpommerns mit den Hochschulen für die Jahre 2006 bis 2010 wurde die Ausbildung von Juristen im Bundesland Mecklenburg-Vorpommern in Greifswald konzentriert. Die entsprechende Juristische Fakultät in Rostock wurde reduziert.
An der Fakultät werden die Fächer Rechtswissenschaft (Abschlüsse Staatsexamen, LL.M.) und Betriebswirtschaft (Abschlüsse Bachelor of Arts, Bachelor of Science Master of Science) angeboten. Im Rahmen des eigentlich an der Philosophischen Fakultät angesiedelten B.A.-Studiengangs kann man die Teilfächer Öffentliches Recht, Privatrecht und Wirtschaft studieren. Zusätzlich wird als Aufbaustudiengang ein Master in „Health Care Management“ angeboten. 2010 konnten sich die Studenten erstmals für den neu angebotenen Bachelorstudiengang Recht-Wirtschaft-Personal (RWP) an der Universität einschreiben.
Der Fachbereich Rechtswissenschaften besteht aus insgesamt 14 Lehrstühlen. Er bietet den Studiengang Rechtswissenschaften mit Abschluss Erste juristische Prüfung an. Dieser umfasst zehn Fachsemester Regelstudienzeit.
Zum 1. Oktober 2021 errichtete die Universität das Institut für Energie-, Umwelt- und Seerecht (IfEUS) an der Rechts- und Staatswissenschaftlichen Fakultät. Als unabhängige Forschungseinrichtung begleitet das IfEUS die Weiterentwicklung des deutschen, europäischen und internationalen Energie-, Umwelt- und Seerechts mit rechtswissenschaftlichen Analysen und Bewertungen aktueller Herausforderungen. So widmet es sich insbesondere der Transformation des Energie-, Wirtschafts-, Gesundheits- und Gesellschaftssystems hin zu Klimaneutralität und Nachhaltigkeit unter Berücksichtigung der 17 Sustainable Development Goals.

#### Medizinische Fakultät (Universitätsmedizin)

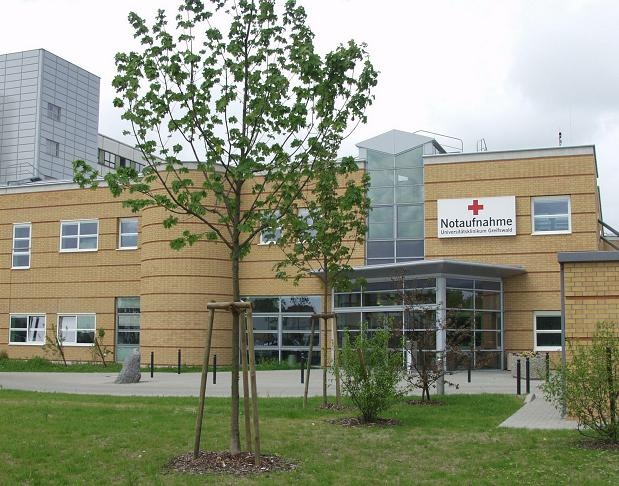
Notaufnahme der Universitätsmedizin Greifswald

Die medizinische Ausbildung in Greifswald ist eine der gefragtesten in Deutschland. Im Jahr 2007 war Greifswald nach Berlin bei der Zentralstelle für die Vergabe von Studienplätzen, jetzt Stiftung für Hochschulzulassung (SfH) der unter 34 Studienorten in Deutschland am zweitmeisten genannte Studienwunsch für angehende Mediziner. Die medizinische Fakultät der Universität Greifswald ist eine der selektivsten weltweit. In Deutschland werden Studienplätze der Medizin und Zahnmedizin für gewöhnlich durch die SfH vergeben, die Universität Greifswald jedoch sucht sich einen Teil ihrer Studenten jedes Jahr selbst in einem eigenen Bewerbungsverfahren aus. Im Jahr 2008 kamen hierbei auf 95 Humanmedizin-Studienplätze etwa 2.100 Bewerber (Zulassungsquote 4,5 Prozent) und auf 29 Zahnmedizin-Studienplätze kamen etwa 400 Bewerber (Zulassungsquote 7,25 Prozent).
Angebotene Studiengänge sind Humanmedizin und Zahnmedizin. Lehr- und Ausbildungskrankenhaus der Medizinischen Fakultät ist die Universitätsmedizin Greifswald, ehemals Universitätsklinikum Greifswald. Die Universitätsmedizin Greifswald entstand zum 1. Januar 2011 durch die Fusion des Universitätsklinikums und der Medizinischen Fakultät; Rechtsform ist eine Körperschaft öffentlichen Rechts (KdÖR). Um eine leistungsfähige Infrastruktur zu schaffen, wurden 21 Kliniken/Polikliniken, 19 Institute und weitere zentrale Einrichtungen am Campus Beitz Platz zusammengefasst.

#### Philosophische Fakultät

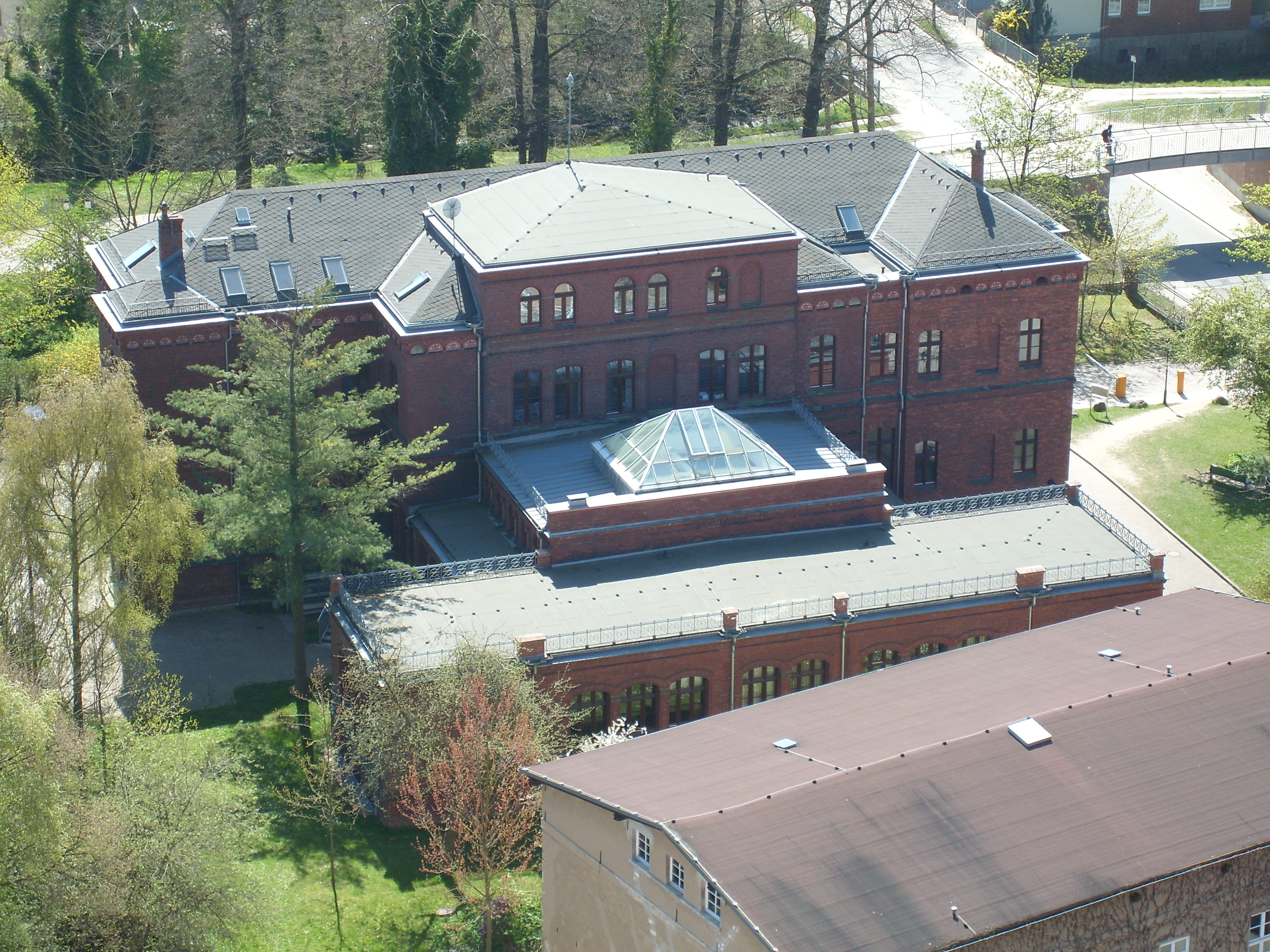
Das Institut für Deutsche Philologie an der Rubenowstraße.

Die Philosophische Fakultät (ehemals Artistenfakultät) gehört zu den Gründungsfakultäten von 1456. Der Forschungsschwerpunkt der Philosophischen Fakultät liegt im Bereich Nordeuropa und Osteuropa, hier besonders die Sprachen und Kulturen des Ostseeraums. Dieser Forschungsschwerpunkt drückt sich auch in der Lehre aus, so werden einige der Fächer wie Fennistik, Slawistik, Baltistik oder Skandinavistik außer in Greifswald nur an wenigen anderen Universitäten angeboten. Darüber hinaus gibt es auch die großen, „klassischen“ Fächer wie Anglistik, Germanistik, Geschichte, Politologie, Kommunikationswissenschaft, Kunst und Musik.
Die Fakultät gliedert sich organisatorisch in elf Institute:
- Institut für Anglistik und Amerikanistik
- Institut für Baltistik
- Institut für Erziehungswissenschaften
- Caspar-David-Friedrich-Institut, benannt nach dem in Greifswald geborenen Caspar David Friedrich (Bildende Kunst und Kunstgeschichte)
- Institut für Deutsche Philologie u. a. verantwortlich für Wolfgang-Koeppen-Archiv und das Pommersche Wörterbuch
- Institut für Fennistik und Skandinavistik, Mitorganisator des Kulturfestivals Nordischer Klang
- Historisches Institut (Geschichtswissenschaft)
- Institut für Kirchenmusik und Musikwissenschaft, samt „Universitätsmusikdirektor“
- Institut für Philosophie
- Institut für Politik- und Kommunikationswissenschaft
- Institut für Slawistik, Mitorganisator des Kulturfestivals polenmARkT

Durch das Fremdsprachen- und Medienzentrum und den Hochschulsport nimmt die Fakultät auch Aufgaben für die gesamte Universität wahr. Durch die Mitarbeiter und Studierenden der Philosophischen Fakultät werden mehrere Kulturfestivals wie der polenmARkT (November/Dezember), die Greifswalder Bachwoche (Mai/Juni) und der Nordische Klang (Mai) mitorganisiert.
Es gibt zwei themenbezogene Forschungszentren an der Fakultät: das interdisziplinäre Mittelalterzentrum und das Interdisziplinäre Zentrum für Geschlechterforschung (IZFG).
Die Universitätsbibliothek Greifswald ist deutschlandweite Sammelbibliothek für Bücher zu den baltischen Staaten und koordinierende Teilnehmerin am DFG-Projekt Vifanord (Virtuelle Fachbibliothek Nordeuropa und Ostseeraum).
An der Philosophischen Fakultät werden die Studiengänge Lehramt (Gymnasium oder Regionale Schule), Bachelor of Arts, Master of Arts und Diplom angeboten.

#### Mathematisch-Naturwissenschaftliche Fakultät

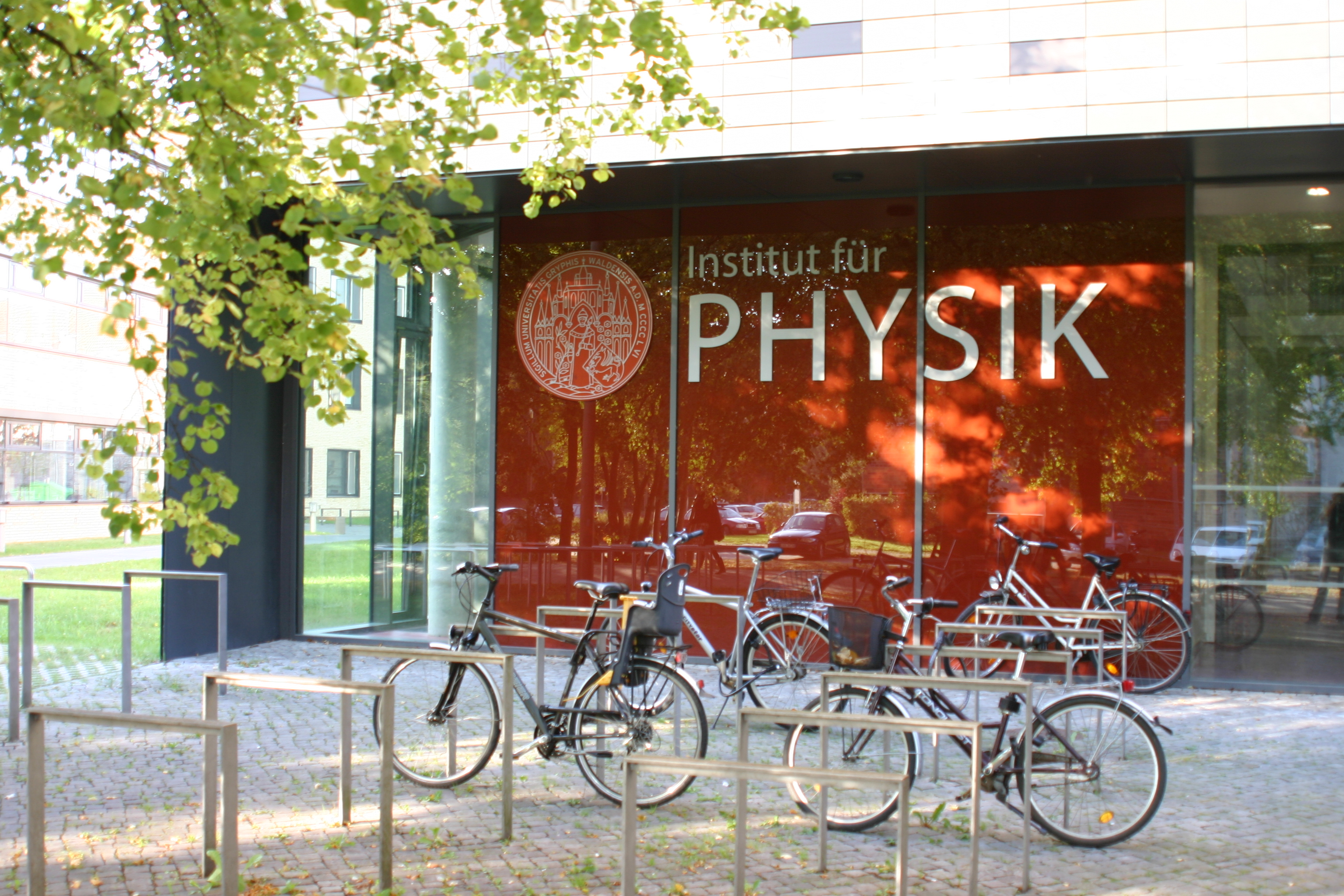
Institut für Physik

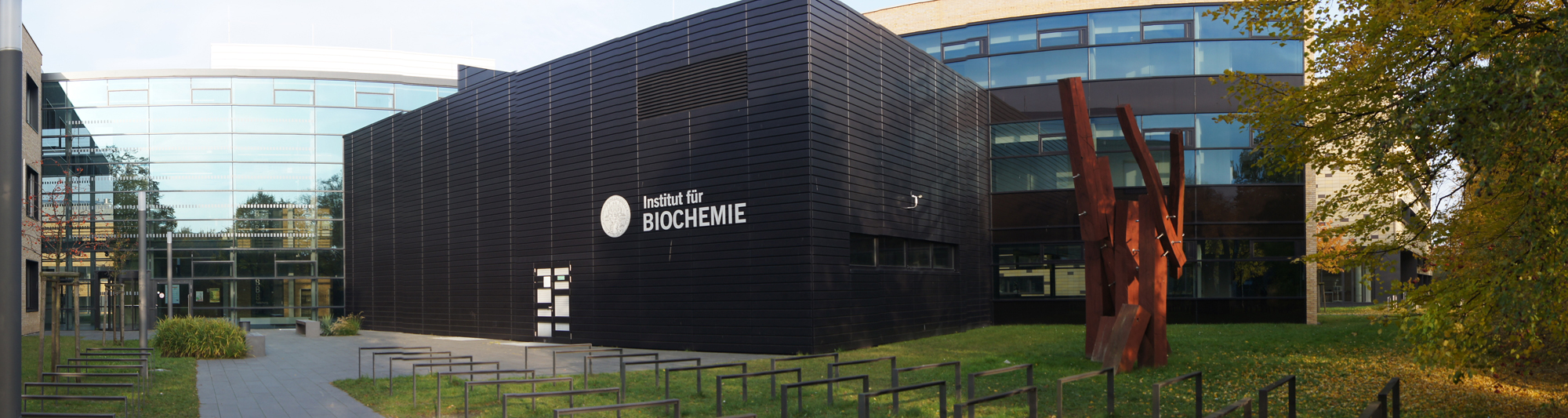
Institut für Biochemie

Die Mathematisch-Naturwissenschaftliche Fakultät wurde am 28. Juli 1951 gegründet und ging aus der Philosophischen Fakultät hervor. Die dortigen rund 60 Professuren teilen sich auf folgende Institute auf:
- Fachrichtung Biologie (Institut für Botanik und Landschaftsökologie, Institut für Mikrobiologie, Zoologisches Institut und Museum, Interfakultäres Institut für Genetik und funktionelle Genomforschung)
- Institut für Biochemie
- Institut für Geographie und Geologie
- Institut für Mathematik und Informatik
- Institut für Pharmazie
- Institut für Physik
- Institut für Psychologie

Seit 2007 entwickelt das Institut für Physik mit weiteren deutschen Instituten sowie Instituten in der Schweiz, Japan, Australien und Tschechien das Weltraumwetter-Teleskop MuSTAnG (Muon Spaceweather Telescope for Anisotropies at Greifswald) als Teil eines weltweiten Netzwerkes von Teleskopen. Mit Hilfe dieses Netzwerkes soll die genauere Vorhersage von Sonnenaktivitäten ermöglicht werden. Das Projekt wurde von der European Space Agency (ESA) und dem Deutschen Zentrum für Luft- und Raumfahrt mitinitiiert.
Darüber hinaus existiert die Sternwarte Greifswald. Ferner gibt es zahlreiche Überschneidungen und Kooperationen mit außeruniversitären Forschungseinrichtungen wie dem Max-Planck-Institut für Plasmaphysik, dem
Leibniz-Institut für Plasmaforschung und Technologie e. V. und dem Friedrich-Loeffler-Institut.
Die Biologische Station Hiddensee ging ebenso wie die Vogelwarte Hiddensee aus der Biologischen Forschungsanstalt Hiddensee hervor, die 1930 als eine der ersten ökologischen Forschungseinrichtungen Deutschlands gegründet worden war. Sie gehören noch heute zur Universität.

### Weitere Einrichtungen

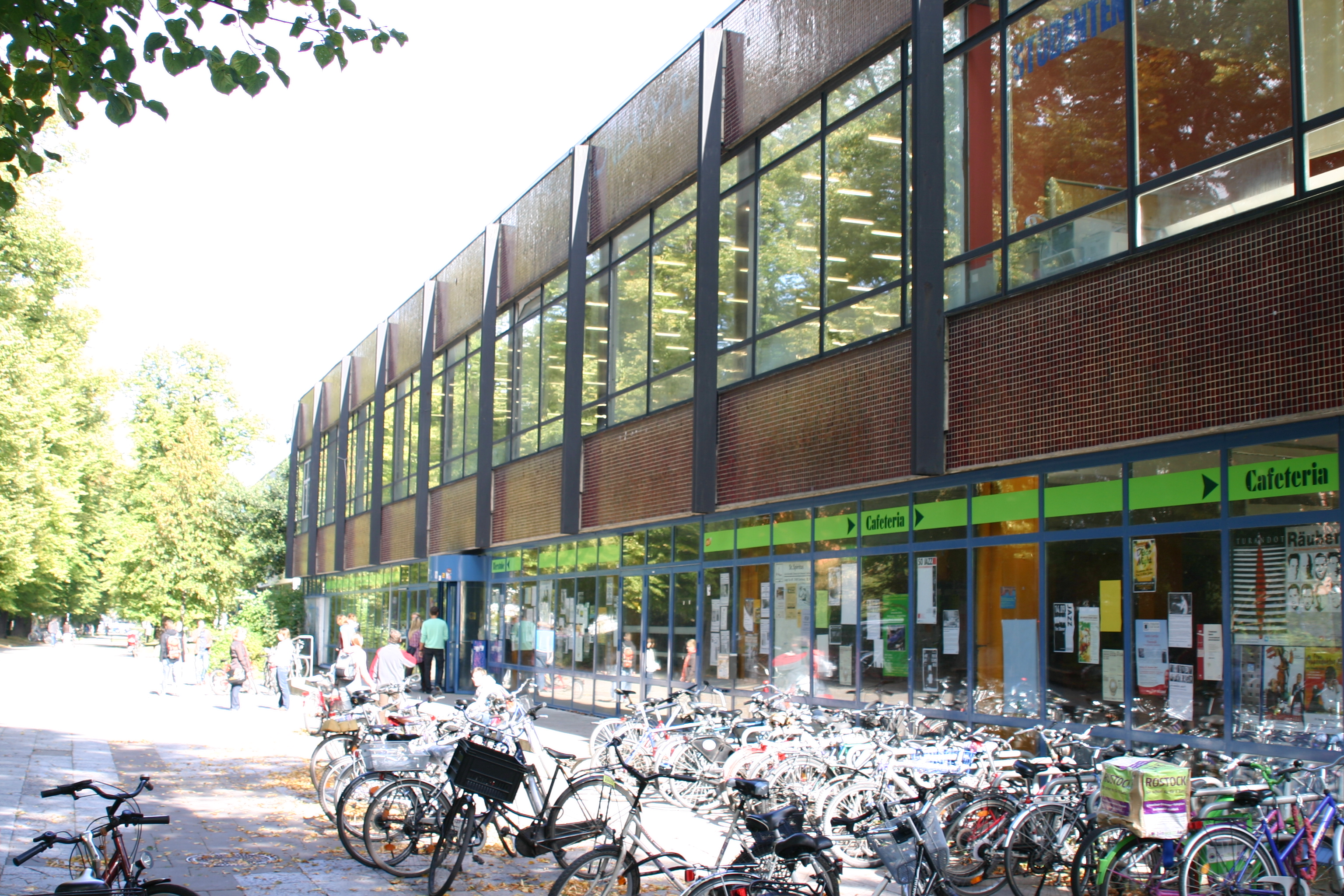
Die Mensa am Schießwall war bis Juli 2018 eine von mehreren Mensen und Cafeterien des Studierendenwerks.

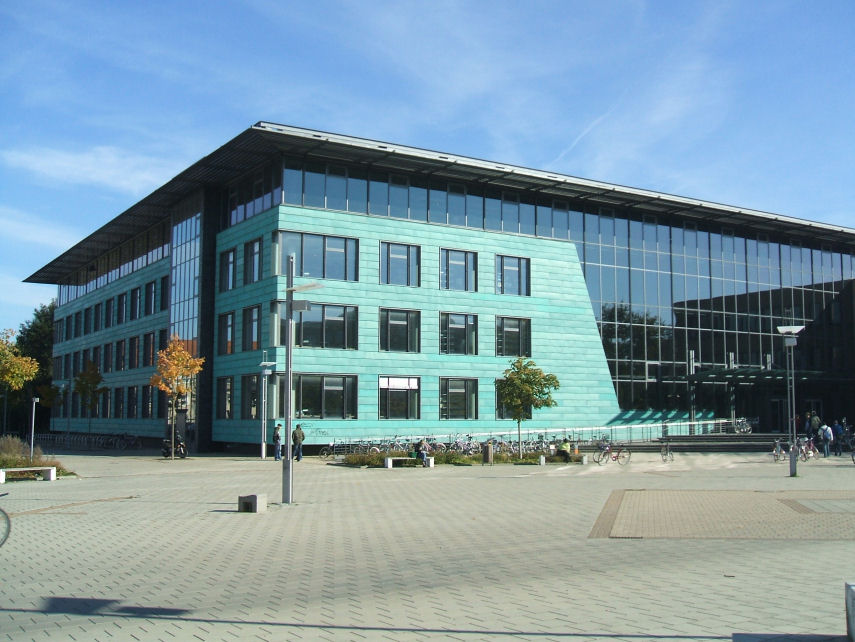
Der Hauptstandort der Universitätsbibliothek Greifswald

Im Fremdsprachen- und Medienzentrum kann man Fremdsprachen (z. B. Schwedisch, Spanisch, Französisch, Englisch, Russisch) sowie den Umgang mit modernen Medien studienbegleitend lernen. Der Hochschulsport bietet Studierenden und Mitarbeitern der Universität verschiedene Sportkurse an.
Das Universitätsrechenzentrum (URZ) ist zuständig für das universitätsinterne Netzwerk sowie dessen Anbindung an das Internet. Über das Universitätsnetzwerk sind neben den Fakultäten und Instituten auch die Studierendenwohnheime an das Internet angebunden. Außerdem verfügt das Netzwerk über mehrere W-LAN-Spots. Weiterhin stellt das URZ auch Rechnerarbeitsplätze, Drucker und nach besonderer Erlaubnis auch das Medienlabor zur Benutzung vor Ort bereit.
Die Universitätsbibliothek Greifswald mit den Standorten Zentrale UB, Alte UB, Bereichsbibliothek Innenstadt und Magazinbibliothek ist für Studierende, Wissenschaftler und die interessierte Öffentlichkeit da.
Die Kliniken und Institute der Universitätsmedizin sind Lehr- und Ausbildungseinrichtungen der Universität. Die Universitätsmedizin Greifswald verfügt über eines der modernsten Krankenhäuser Deutschlands.

### Standorte und Architektur
Es gibt im Wesentlichen vier zentrale Standorte.

#### Altstadt

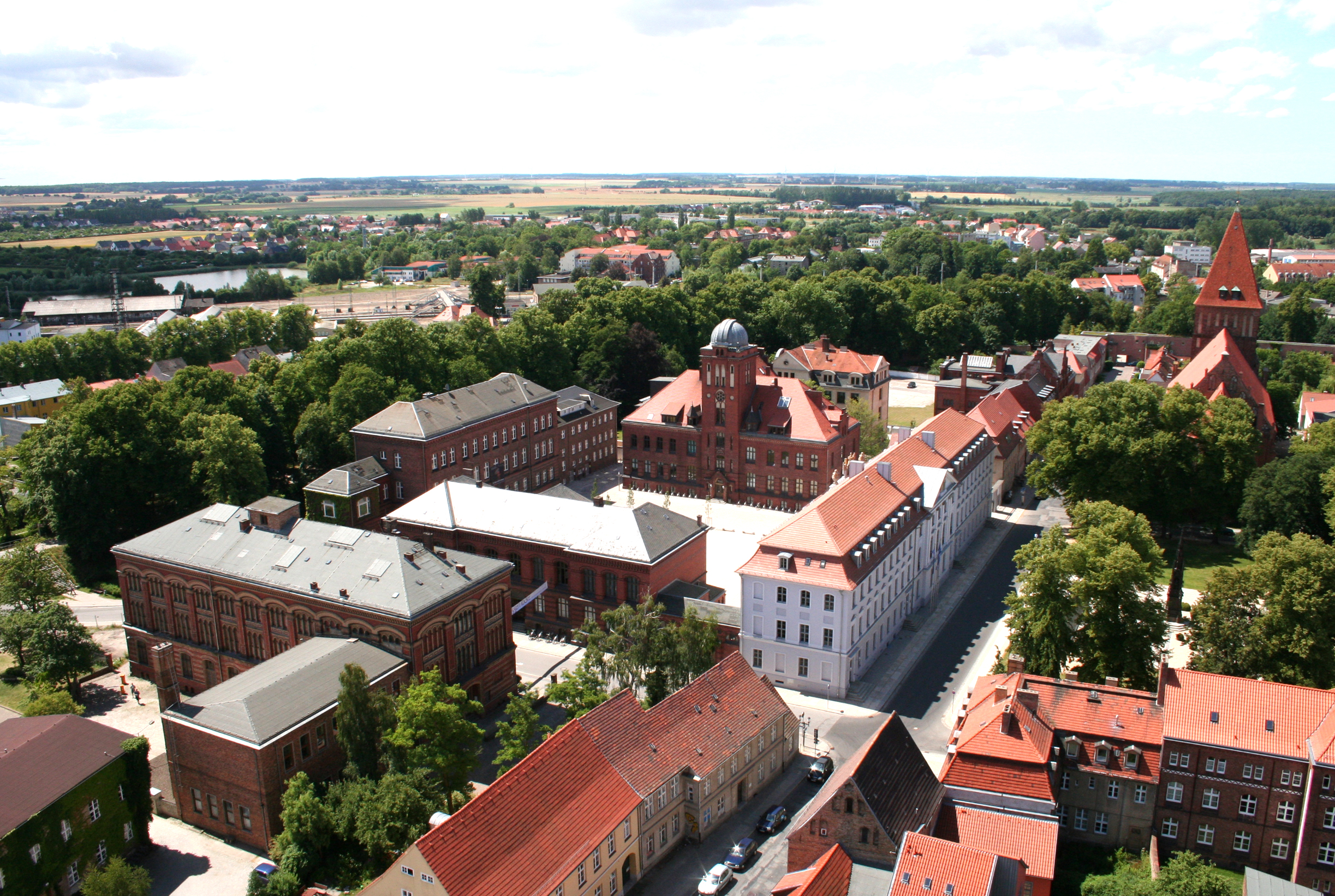
Teil des Altstadtcampus

Der Altstadtcampus umfasst vor allem die „Buchwissenschaften“, d. h. die Theologische, die Philosophische und die Rechts- und Staatswissenschaftliche Fakultät. Diese teilen sich auf in zwei Campus, den historischen Campus um die Rubenow- und Domstraße sowie den neuen Campus Loefflerstraße am Ernst-Lohmeyer-Platz. Die Institute und Einrichtungen der Philosophischen Fakultät waren auf mehrere größtenteils historisch bedeutsame Gebäude in der Altstadt Greifswalds verteilt. Die meisten von ihnen (bis auf Deutsche Philologie, Geschichte und Philosophie) sind 2018 in die grundsanierten historischen Backsteinbauten der ehemaligen Unikliniken an der Friedrich-Loeffler-Straße (Campus Loefflerstraße) gezogen.
Der durch den BBL MV ausgeschriebene Architektenwettbewerb stellte die Forderung nach einem im Vorentwurf kombinierten Neubau inklusive einer Bereichsbibliothek speziell für die Geisteswissenschaften sowie die Nutzung alternativer Energien und die Berücksichtigung der städtebaulichen Erscheinung eine tragende Rolle. Insgesamt besitzt der Campus eine Hauptnutzfläche von 5840 m² (Hörsäle 1087 m², Bereichsbibliothek 3066 m², Mensa 1473 m², Nebenräume 214 m²). Baubeginn war am 2. Dezember 2013 mit der Grundsteinlegung für die Bereichsbibliothek. Die einzelnen Fertigstellungen erfolgten 2015 (Bibliothek), 2016 (zentrales Hörsaalgebäude) und 2018 (Mensa und Philosophische Fakultät). Insgesamt beliefen sich die Kosten auf 26,5 Mio. Euro. Die sich in der nordöstlichen Ecke befindliche Bereichsbibliothek besitzt eine Nutzfläche von 3198 m² und einen Rauminhalt von 17507 m³. Weiterhin hat das Gebäude eine Regalkapazität von 11568 laufenden Meter und Arbeits- und Leseplätze für 185 Personen. Die 2017 neugebaute Mensa enthält 473 Sitzplätze (Mensa 362, Cafeteria 111). Das Bestandsgebäude der Hunnenstraße 4/5 wurde hofseitig um einen Anbau ergänzt und ermöglicht eine Essensausgabe von bis zu 1700 Mahlzeiten täglich.
Die weitere Planung sieht einen Umbau der ehemaligen inneren Station im vorderen Bereich des Campus vor.
Charakteristisch für die Altstadt sind die ortstypischen Backsteingebäude mit den auffallenden Giebeln und der kraftvollen Gebäudegestaltung. Während der Sanierung bestand die hauptsächliche architektonische Herausforderung darin, sich dem historischen Stadtbild anzupassen. Des Weiteren unterliegt das Klinikum dem Denkmalschutz und auch die Straßenführung der Friedrich-Loeffler-Straße durfte nicht beeinflusst werden.
In der Altstadt befinden sich ebenfalls das 2006 sanierte barocke Universitätshauptgebäude mit der historischen Aula sowie zahlreiche Gebäude der Universitätsverwaltung.
Westlich der Altstadt befinden sich in der Fettenvorstadt der Botanische Garten sowie die Gebäude für die „Botanischen“ sowie künftig auch die Zoologischen Institute und Einrichtungen (Campus Soldmannstraße).

#### Berthold-Beitz-Platz
An und um den Campus am Beitzplatz gruppieren sich größtenteils die aus neuerer Bebauung bestehenden Standorte der Medizinischen Fakultät und der Mathematisch-Naturwissenschaftlichen Fakultät. Dort befindet sich ebenso die Zentrale Universitätsbibliothek, das Universitätsrechenzentrum, eine Werkstatt sowie die Universitätsmedizin Greifswald. In der Nähe der Universitätsbibliothek befindet sich das Arboretum der Universität. Am 29. Oktober 2012 wurde die neue Mensa mit Cafeteria am Beitzplatz eröffnet. Die neue Mensa übernimmt auch die Versorgung des Klinikums.

## Forschung und Lehre

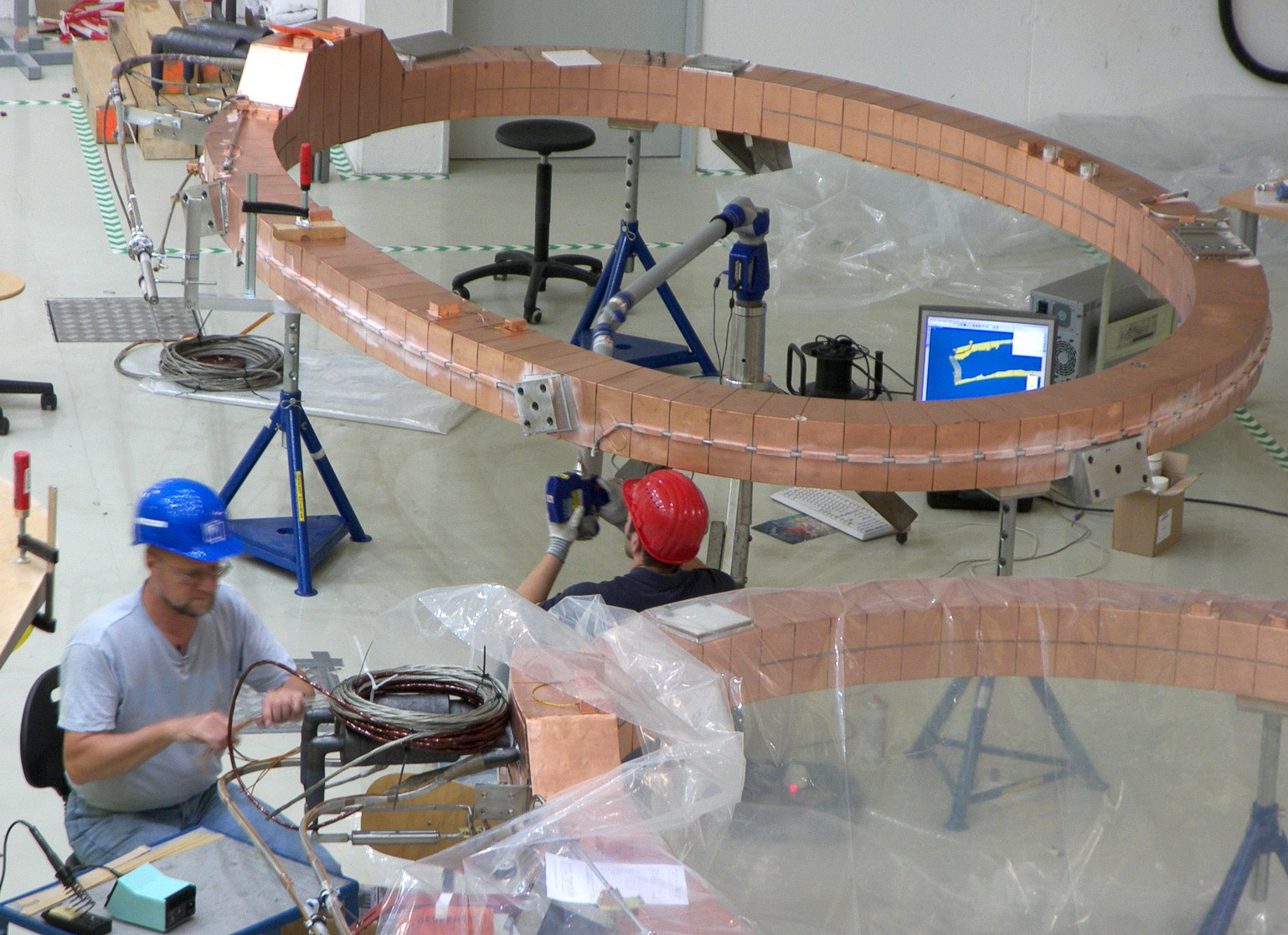
Am Max-Planck-Institut für Plasmaphysik in Garching und Greifswald wird an Wendelstein 7-X geforscht und gebaut. Mit rund 1100 Mitarbeitern, davon etwa 700 in Garching und 400 in Greifswald, ist das IPP eines der größten Zentren für Fusionsforschung in Europa.

### Forschungsschwerpunkte
Nach einem universitätsinternen Diskussionsprozess hat der Senat der Universität Greifswald im Mai 2024 eine neue Forschungsstrategie beschlossen. In dieser Forschungsstrategie sind nicht mehr fünf, sondern nur noch drei Forschungsschwerpunkte mit 12 Kernbereichen vorgesehen.
- Ostseeraum
- One Health
- Prävention[4]

### Sonderforschungsbereiche
Die Universität ist an drei von der DFG geförderten Sonderforschungsbereichen bzw. Transregios beteiligt:
- TRR 24: Grundlagen komplexer Plasmen (Sprecher Jürgen Meichsner, mit Beteiligung der Universität Kiel)
- TRR 34: Pathophysiologie von Staphylokokken in der Post-Genom-Ära (Sprecherin Barbara Bröker, mit Beteiligung der Universitäten Münster, Tübingen und Würzburg)
- SFB 652: Starke Korrelationen und kollektive Phänomene im Strahlungsfeld: Coulombsysteme, Cluster und Partikel (Sprecher: Karl-Heinz Meiwes-Broer, Universität Rostock)

### Graduiertenkollegs
An der Universität existieren gegenwärtig fünf Graduiertenkollegs, darunter vier von der DFG geförderte:
- IRTG 1540: Baltic Borderlands: Shifting Boundaries of Mind and Culture in the Borderlands of the Baltic Sea Region (mit Beteiligung der Universitäten Lund (Schweden) und Tartu (Estland))
- GRK 1870: Bakterielle Atemwegsinfektionen–allgemeine und spezifische Mechanismen der Adaption von Pathogenen und der Immunabwehr
- GRK 1947: BiOx – Biochemical, Biophysical, and Biomedical Effects of Reactive Oxygen and Nitrogen Species on Biological Membranes
- GRK 2010: Biological RESPONSEs to Novel and Changing Environments (Biologische Reaktionen auf neue und sich ändernde Umweltbedingungen)
- HEPP – International Helmholtz Graduate School for Plasma Physics (gemeinsames Projekt mit Max-Planck-Institut für Plasma-Physik und TU München)

### Studienfächer
Gemäß der Zielvereinbarung mit dem Land für die Jahre 2016 bis 2020 hält die Universität im Erststudium gebührenfrei Studiengänge in folgenden Fächern bzw. Lehreinheiten vor:

#### Sprach- und Kulturwissenschaften
- Anglistik/Amerikanistik
- Baltistik
- Germanistik
- Erziehungswissenschaft
- Geschichtswissenschaft
- Kirchenmusik und Musikwissenschaft
- Philosophie
- Skandinavistik und Fennistik
- Slawistik
- Theologie

#### Rechts-, Wirtschafts- und Sozialwissenschaften
- Betriebswirtschaftslehre/Wirtschaftswissenschaften
- Politikwissenschaft
- Kommunikationswissenschaft
- Rechtswissenschaft

#### Mathematik, Naturwissenschaften, Informatik
- Biochemie
- Biologie einschl. Humanbiologie sowie Landschaftsökologie und Naturschutz
- Geologie und Geographie
- Mathematik und Informatik
- Pharmazie
- Psychologie
- Physik

#### Medizin/Gesundheitswissenschaften
- Humanmedizin
- Zahnmedizin
- Klinische Pflegewissenschaft[73]

#### Kunst
- Bildende Kunst/Kunstwissenschaft

## Zusammenarbeit

### Forschungspartner

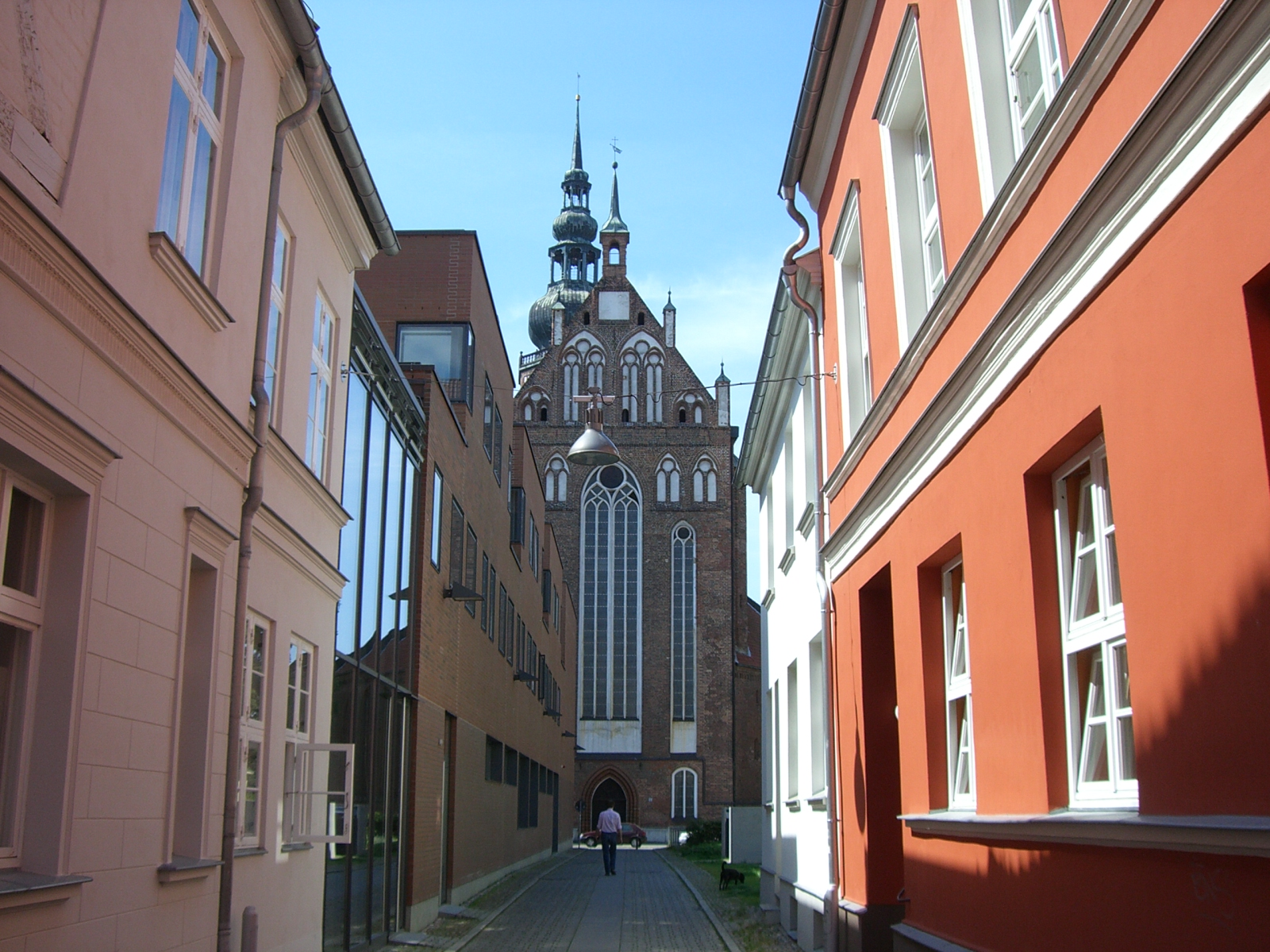
Alfried-Krupp-Wissenschaftskolleg (Mitte links, vor dem Dom)

- Alfried-Krupp-Wissenschaftskolleg Greifswald
- Max-Planck-Institut für Plasmaphysik, Leibniz-Institut für Plasmaforschung und Technologie sowie der Kernfusions-Forschungsreaktor Wendelstein 7-X
- Kliniken u. a. die Universitätsmedizin Greifswald, die BDH-Klinik Greifswald und das Klinikum Karlsburg
- Friedrich-Loeffler-Institut (Bundesforschungsinstitut für Tiergesundheit), Insel Riems
- Technologiezentrum Vorpommern, Biotechnikum Greifswald und Technologiepark
- Siemens, Bereich Öffentliche Netze
- Forschungsinstitut für Diabetes, Karlsburg bei Greifswald
- Deutsches Zentrum für Neurodegenerative Erkrankungen (DZNE)

### Internationale Kooperation

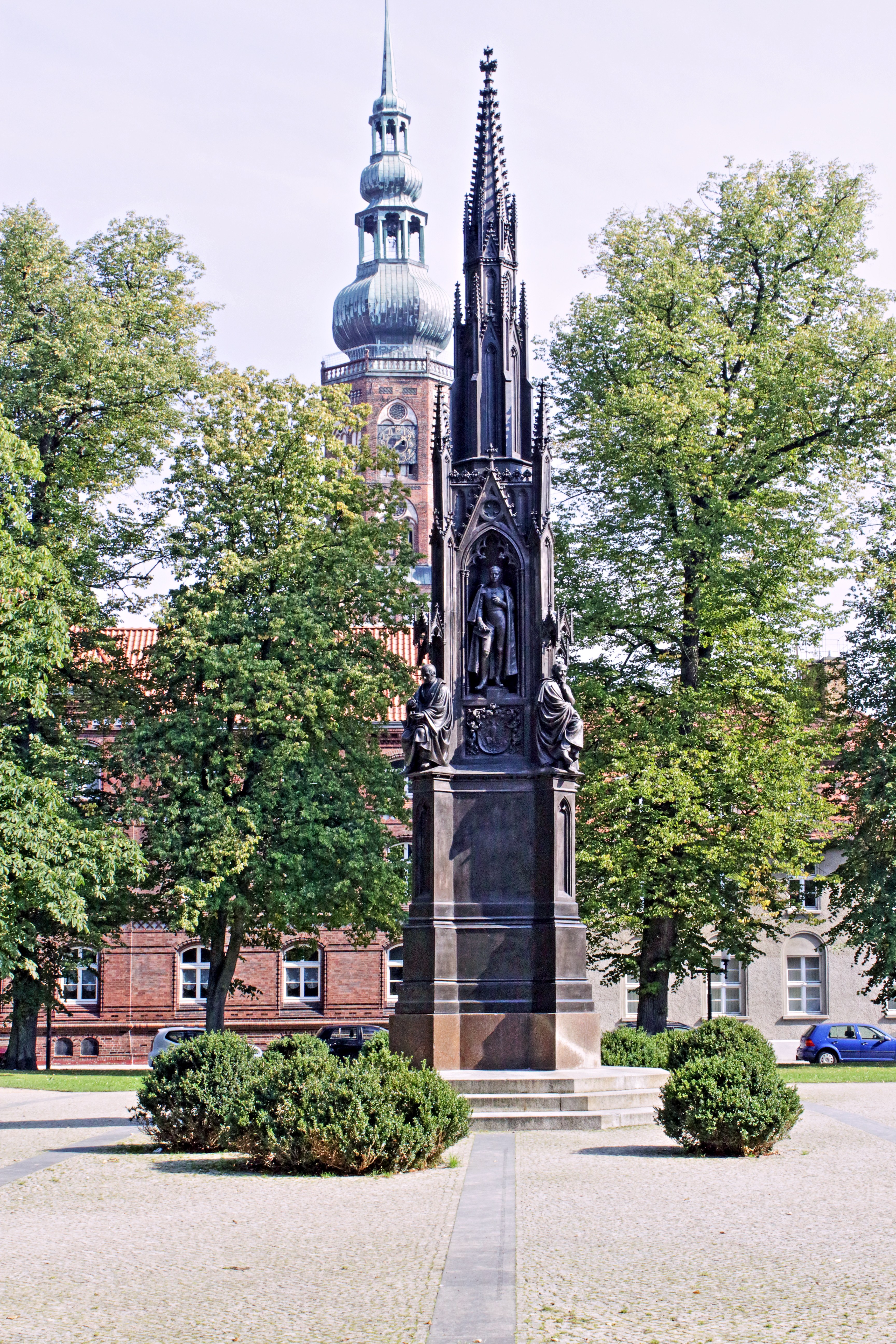
Das restaurierte Rubenow-Denkmal mit dem Greifswalder Dom im Hintergrund.

Die Universität unterhält vielfältige Kontakte zu renommierten Hochschulen in Europa und der Welt. Diese Kontakte werden zum einen auf Universitätsebene über Partnerschaftsverträge mit Partneruniversitäten geregelt, zum anderen auf der Fakultäts- und Institutsebene durch Kooperationen der Lehrstühle sowie durch das ERASMUS-Programm. Der von der Universität beschlossene regionale Schwerpunkt der europäischen Kooperation liegt in Nordeuropa und Osteuropa.

#### Europa
Die Universität hat Partnerschaftsverträge mit u. a. folgenden Einrichtungen in Europa abgeschlossen (Auswahl):
- Universität Aarhus, Dänemark
- Universität Tartu, Estland
- Universität Ostfinnlands, Finnland
- Universität Padua, Italien
- Universität Lettlands (Riga), Lettland
- Universität Vilnius, Litauen
- Universität Klaipėda, Litauen
- Adam-Mickiewicz-Universität Posen, Polen
- einige Hochschulen in Stettin, Polen
- Staatliche Universität Sankt Petersburg, Russland
- University of Aberdeen, Schottland / Vereinigtes Königreich
- Universität Lund, Schweden
- Masaryk-Universität, Tschechien

#### Australien, Amerika und Asien
Die Universität hat Partnerschaftsverträge mit u. a. folgenden Einrichtungen in Australien, Amerika und Asien abgeschlossen (Auswahl):
- University of Newcastle, Australien
- University of South Australia, Australien
- Universidade Regional de Blumenau, Brasilien
- University of Manitoba, Kanada
- University of Saskatchewan, Kanada
- Kyoto Sangyo University, Japan
- Tohoku University, Japan
- National University of Singapore, Singapur (Geisteswissenschaften)
- University of California, Berkeley, Kalifornien, USA (Geisteswissenschaften)
- University of Illinois at Urbana-Champaign, Illinois, USA

#### Sonstiger Austausch
Die verschiedenen Lehrstühle, Institute und Fakultäten unterhalten zahlreiche weitere, über die offiziellen Partneruniversitäten hinausgehende Kontakte, die dem wissenschaftlichen Austausch und/oder dem Studentenaustausch im Rahmen des ERASMUS-Programms dienen. Es bestehen unter anderem Kontakte zu den Universitäten Barcelona, Bergen, Göteborg, Graz, Helsinki, Kopenhagen, Lancaster, Lund, Luzern, Stockholm, Southampton, Uppsala und Utrecht.

### Sammlungen und sonstiges Eigentum

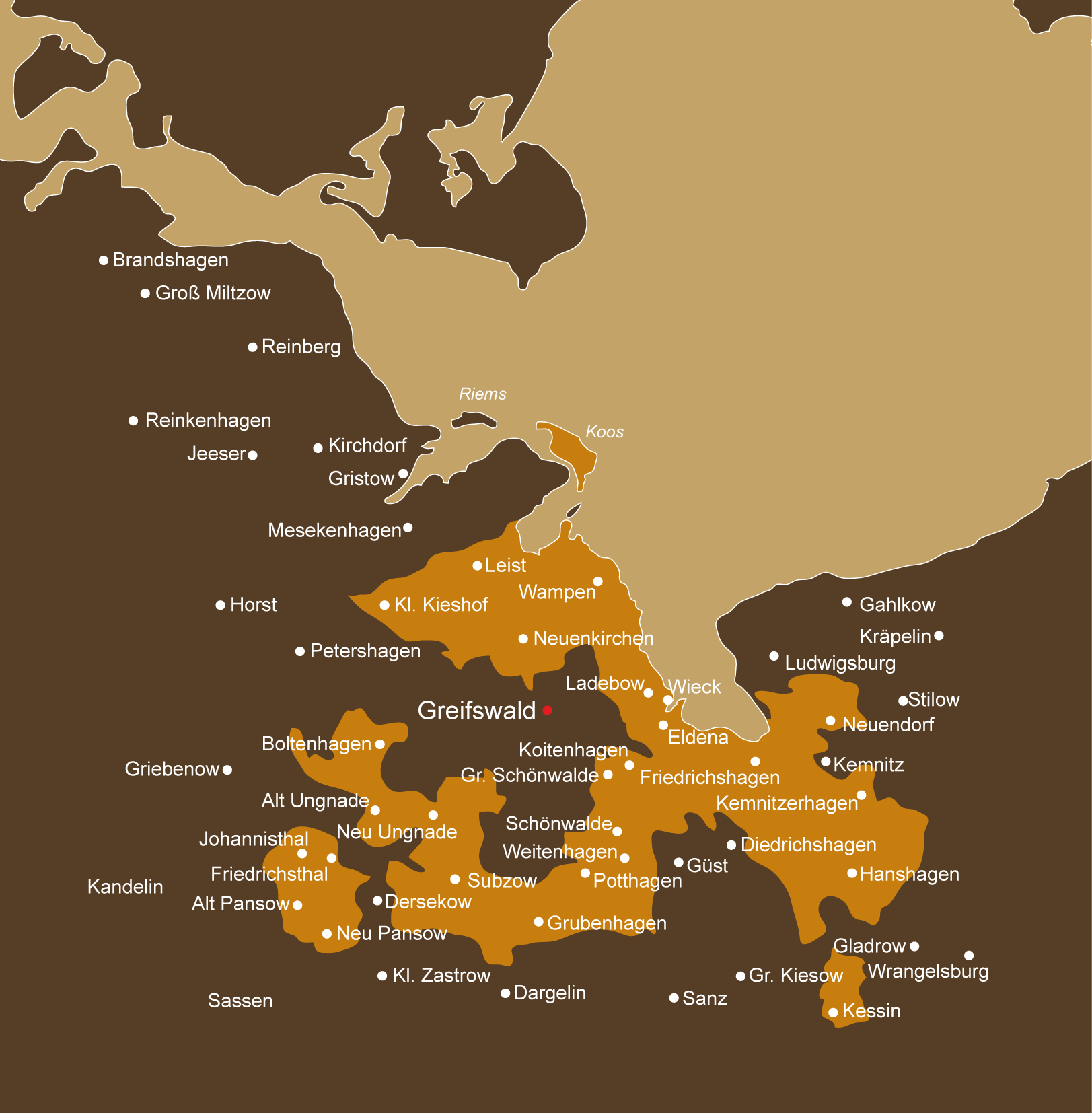
Grundbesitz der Uni Greifswald im Jahr 1634. Nach kommunistischen Nachkriegsenteignungen gingen Teile davon in 1990er Jahren wieder in den Besitz der Universität zurück.

Verschiedene Sammlungen und Besitztümer der Universität stehen sowohl Forschern als auch der Öffentlichkeit zur Verfügung, darunter z. B. die drei medizinisch orientierten Bestände.
Bis 1945 besaß die Universität das größte Grundeigentum (mehr als 14000 ha) in Deutschland. Es stammt aus der Übertragung säkularisierter Klostergüter an die Universität als Ersatz für ausstehende Patronatszahlungen des pommerschen Herzogs. Dadurch war sie eine der wohlhabendsten Universitäten Deutschlands und finanziell bis weit ins 19. Jahrhundert hinein unabhängig. Von dem Reichtum zeugen noch einige Kunstschätze, wie zum Beispiel der Croÿ-Teppich, eine große Bildwirkerei mit einer bildlichen Darstellung zur Reformation aus dem Jahre 1554, oder eine originale 36-zeilige Gutenberg-Bibel (1458), die die Universität im 19. Jahrhundert von der Wolgaster St. Petri-Gemeinde erwarb, sowie diverse weitere jahrhundertealte wertvolle Bücher.
1937 wurden in der Nazi-Aktion „Entartete Kunst“ aus der akademischen Kunstsammlung der Universität nachweislich 14 Werke von Ernst Barlach, Otto Dix, Erich Heckel, Karl Hofer, Karl August Lattner, Johannes Molzahn, Emil Nolde, Karl Peter Röhl, Georg Schrimpf und Richard Seewald beschlagnahmt. Einige wurden anschließend zerstört.
Der Reichtum der Universität an Bodeneigentum endete mit der Bodenreform in der sowjetischen Besatzungszone. Einige während der Bodenreform enteignete Grundstücke erhielt die Universität mittlerweile zurück. Sie werfen aber kaum mehr Geld ab als sie zum Unterhalt benötigen und sind oft mit Altlasten versehen. Die Universität fordert in einem laufenden Verfahren vor Gericht noch weitere Grundstücksrückgaben vom Land Mecklenburg-Vorpommern. Die Universität Greifswald ist auch Eigentümerin eines eigenen Universitätswaldes, der forstwirtschaftlich durch einen eigenen „Universitätsförster“ bewirtschaftet wird. Sie verfügt über großen land- und forstwirtschaftlichen Grundbesitz, zum Teil im Miteigentum der Peter-Warschow-Sammelstiftung in Greifswald. Mit dem Grundbesitz verbunden war das Kirchenpatronat über die Kirchen des Amtes Eldena in Dersekow (mit der Kapelle Alt Pansow), Görmin, Hanshagen, Kemnitz, Levenhagen (mit Kapelle Alt-Ungnade), Neuenkirchen, Weitenhagen, Wieck sowie Groß Kiesow, Züssow und Behrenhof. Davon blieb die inzwischen als Depot genutzte Kapelle Alt Ungnade bis heute im Eigentum der Universität.
Zudem gehören zur Alma Mater die Biologische Station Hiddensee und die Vogelwarte Hiddensee, beide gelegen auf der Ostsee-Insel Hiddensee westlich vor Rügen.

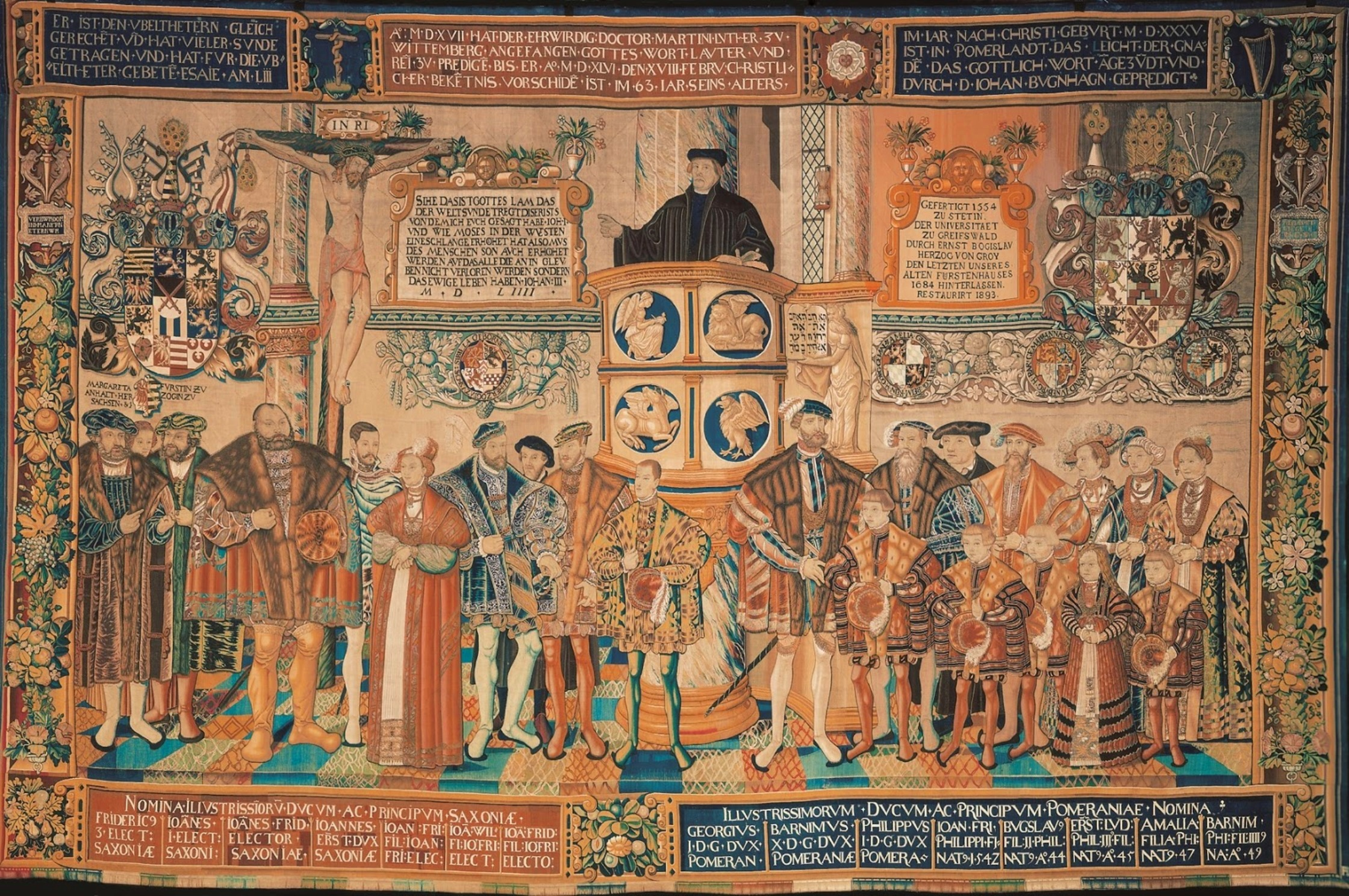
Croÿ-Teppich von 1554/1556

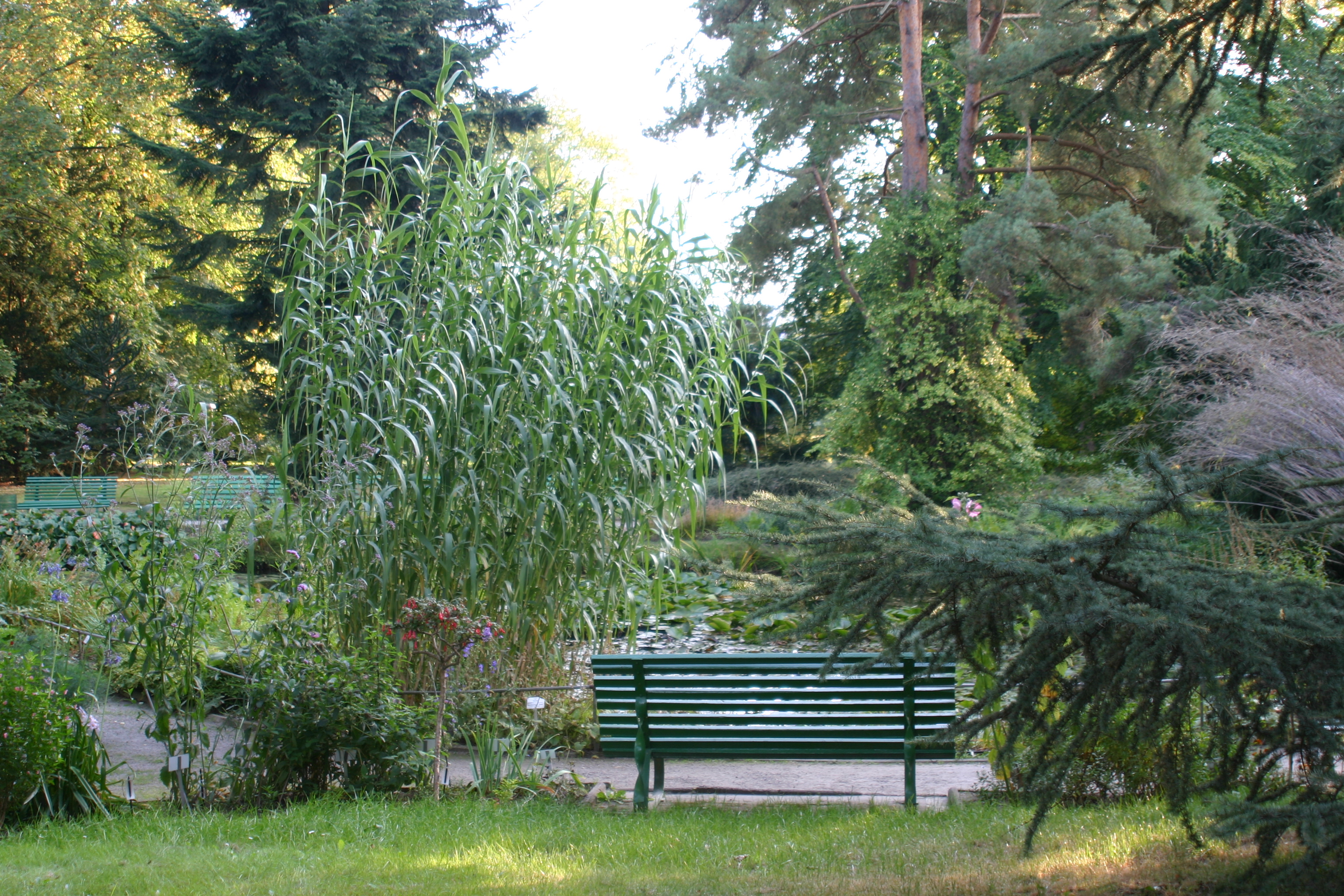
Botanischer Garten und Arboretum

Als eine der ältesten Universitäten Deutschlands verfügt die Universität über außerordentlich zahlreiche akademische Sammlungen und Museen. Dazu gehören insbesondere die 17 wissenschaftlichen Sammlungen mit ihren insgesamt etwa 5,7 Millionen Objekten:
- Anatomische Sammlung
- Archäologische Studiensammlung
- Botanischer Garten und Arboretum der Universität Greifswald
- Christlich-archäologische Sammlung
- Geburtshilflich-gynäkologische Sammlung
- Geologische Landessammlung
- Graphische Sammlung mit der Greifswalder Professorengalerie
- Gustav-Dalman-Sammlung (Theologie)
- Victor-Schultze-Sammlung (Theologie)
- Herbarium
- Historische Kartensammlung
- Medizinhistorische Sammlung
- Münzsammlung
- Andachtsbild „Maria an der Fensterbank“ von ca.1510Pathologische Sammlung
- Physikalische Gerätesammlung
- Rechentechnische Sammlung

Andachtsbild „Maria an der Fensterbank“ von ca.1510

- Sammlung vorgeschichtlicher Altertümer
- Zoologisches Museum

### Mitgliedschaften
Die Universität ist unter anderem Mitglied folgender Organisationen:
- Conference of Baltic University Rectors (CBUR)
- Deutscher Akademischer Austauschdienst (DAAD)
- Deutsche Forschungsgemeinschaft (DFG)
- European University Association (EUA)
- Hochschulrektorenkonferenz (HRK)
- Landesrektorenkonferenz Mecklenburg-Vorpommerns
- Verbund Norddeutscher Universitäten

### Alumninetzwerk, Uni-Fördergesellschaft
Seit Mitte 2011 baut die Universität selbst aktiv das Alumni-Netzwerk wieder auf. Die Aumniarbeit ist an der Presse- und Informationsstelle angegliedert. Eine größere Gruppe ehemaliger Studenten hat sich selbst in dem sozialen Netzwerk XING zusammengefunden.

Siegel der Fördergesellschaft von 1990

Die Gesellschaft von Freunden und Förderern der Ernst-Moritz-Arndt-Universität Greifswald e. V. wurde 1918 gegründet. 1945 nahm der Verein seine Tätigkeit zunächst nicht wieder auf. Erst im Dezember 1990 begann nach der Wiederbelebung der alten Tradition die erneute Arbeit. Die Fördergesellschaft verfolgt den Zweck, durch enge Zusammenarbeit mit der Universität die wissenschaftliche Forschung und Lehre zu fördern. So werden etwa jährliche Preise für die besten Dissertationen verliehen, die Wiederbelebung von Traditionen (z. B. Alumni-Fest) gepflegt und wissenschaftliche, heimatkundliche sowie künstlerische Veranstaltungen und Projekte unterstützt. Auch die Pflege des Netzwerkes der Ehemaligen – Studierende sowie Mitarbeiter der Universität – und weiterer universitätsnaher Fördervereine gehört zu den Tätigkeiten der Fördergesellschaft. Wer sich mit der alma mater gryphiswaldensis und der Region verbunden fühlt, kann durch die Mitgliedschaft in der Universitätsfördergesellschaft Kontakte aufrechterhalten, aktuelle Informationen der Universität erhalten oder an den regelmäßigen Veranstaltungen teilnehmen. Präsident der Gesellschaft ist der Greifswalder SPD-Politiker Erik von Malottki, Vizepräsidentin ist die Rektorin Katharina Riedel. Unter den weiteren Vorstandsmitgliedern sind der pensionierte Hochschullehrer und SPD-Kommunalpolitiker Thomas Stamm-Kuhlmann und der Landesvorsitzende der Linkspartei, Hennis Herbst.
Eine weitere uninahe Gruppierung ist der 2012 unter der Schirmherrschaft des damaligen Ministerpräsidenten Erwin Sellering gegründete Greifswald University Club e. V., der es sich zum Ziel gesetzt hat, die internationale Forschungsaktivität der Universität zu erhöhen und ausgewählte Projekte zu finanzieren. Der GUC hat, stärker als die Fördergesellschaft, die Zusammenarbeit von Wissenschaft, Politik und Wirtschaft im Fokus.

## Studentenleben

### Sport

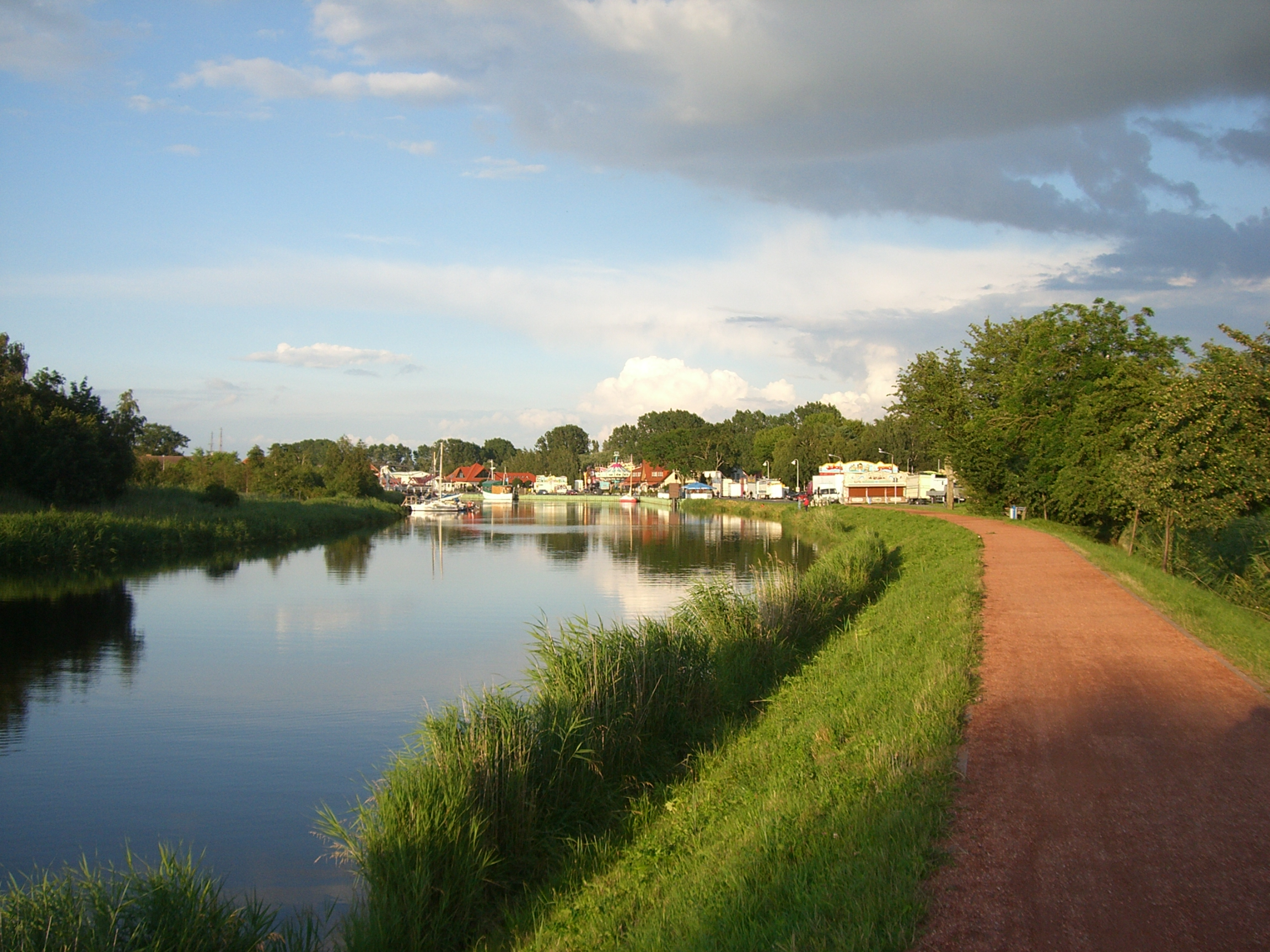
Früherer Treidelpfad am Ryck – beliebte Strecke für Jogging oder Radfahren bzw. für Rudern auf dem Wasser.

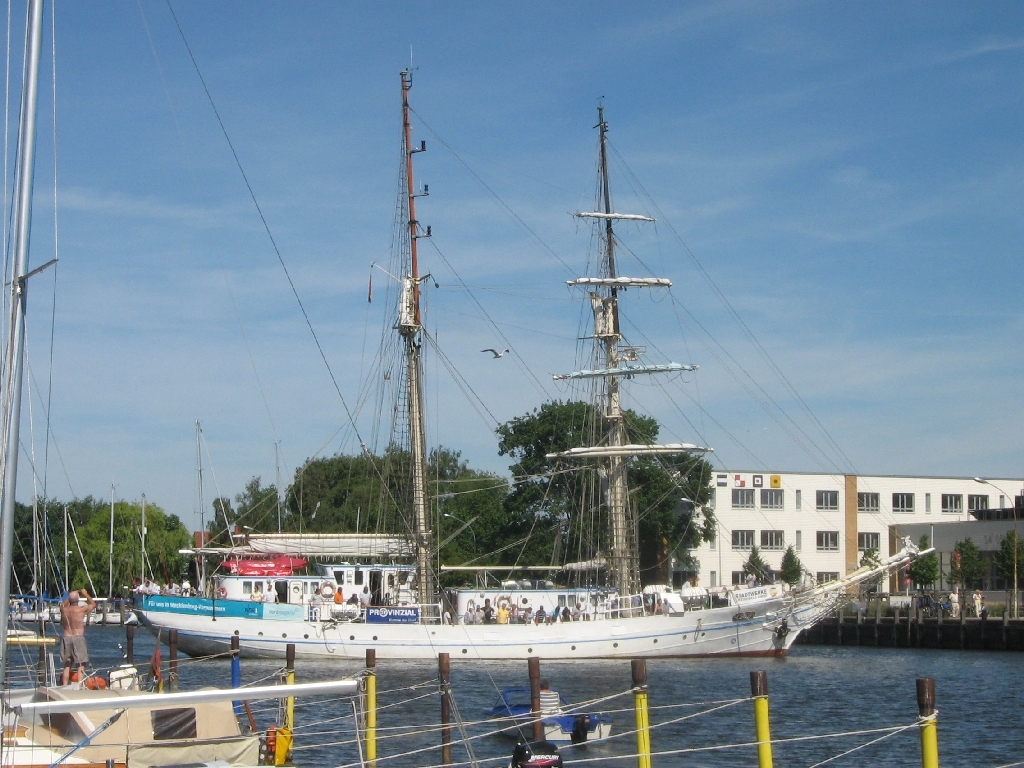
Segelschiff im Greifswalder Hafen – das Segelrevier in der Nähe von Usedom und Rügen ist direkt „vor der Tür“.

Universitätsangehörige können die Angebote des universitätseigenen Hochschulsports nutzen, der eine Vielfalt sportlicher Entfaltungsmöglichkeiten zur Verfügung stellt, beispielsweise Aerobic, American Football, Drachenboot, Fußball, Fechten, Handball, Judo, Karate, Kanu, Lacrosse, Rugby, Windsurfen, Taekwondo, Tauchen, Tennis, Tischtennis, Volleyball, Golf oder auch Yoga.
Schon seit dem späten 19. Jahrhundert hat sich der Wassersport als feste Tradition unter Greifswalder Universitätsangehörigen etabliert. Der Hochschulsport, der ASV Greifswald und die HSG Universität Greifswald betreiben Surf-, Ruder-, Kanu-, Drachenboot- und Segelsportzentren am Fluss Ryck bzw. in den am Greifswalder Bodden gelegenen Ortsteilen Wieck oder Eldena. Die Gegend um Greifswald zählt zu den beliebtesten Kanu- und Segelrevieren Deutschlands. Ein sehr beliebter Ort für Wassersport, insbesondere Rudern, ist der Fluss Ryck der die Stadt von Westen nach Osten durchfließt. Die Ostsee, insbesondere die Strandbäder auf den nahegelegenen Inseln Usedom und Rügen – einer der beliebtesten Urlaubsregionen Deutschlands – sind beliebte Orte für Sommersportarten wie Beachvolleyball, Frisbee oder Schwimmen. In Greifswald-Ladebow findet sich der von Studenten 2007 gestiftete und geführte Studentische Regatta Verein. Dem Verein zur Förderung des Studentischen Segelns gelang es 2006, das ehemalige Flaggschiff des Akademischen Seglervereins zu sichern und zu restaurieren. Seit 2011 wird die Wiking III wieder aktiv besegelt.
Daneben gibt es zahlreiche von Studenten frequentierte Sportvereine, z. B. die Hochschulsportgemeinschaft Universität Greifswald e. V., den Hanseatischen Golfclub Greifswald e. V. oder allgemein die lokalen Sportvereine wie den Greifswalder FC.
Beim jährlichen „Greifswalder Citylauf“ über 10 km, der von der Hochschulsportgemeinschaft Uni Greifswald e. V. (HSG) organisiert wird, starten auch viele studentische Einzel-, Gruppen- und Staffelläufer. Beim Boddenschwimmen wird einmal die Dänische Wiek des Greifswalder Boddens überquert.

### Gruppen
Vor Ort gibt es Gruppen aller Art, etwa politische (z. B. Jusos, SDS, LHG oder RCDS), religiöse (z. B. die beiden kirchlichen Gruppen Evangelische Studentengemeinde (ESG) und Katholische Studentengemeinde (KSG) sowie die überkonfessionelle Hochschul-SMD) oder anderweitig gebundene Interessengruppen (z. B. Umweltschutz, amnesty international). Es besteht zudem die Möglichkeit, sich im Allgemeinen Studierendenausschuss (AStA), einem Fachschaftsrat oder im Studierendenparlament (StuPa) aktiv zu beteiligen und sich damit für Studenten und Universität als ganzes zu engagieren.

### Festivals
In Greifswald finden mehrere international bekannte Veranstaltungen statt, an denen man sich als Student beteiligen kann. Das Festival Nordischer Klang führt die deutsche Öffentlichkeit in die Kulturen Dänemarks, Finnlands, Islands, Norwegens und Schwedens ein. Ein Festival mit dem thematischen Schwerpunkt Polen ist der sogenannte „polenmARkT“, der jährlich von Studierenden, Bürgern und Mitarbeitern der Universität organisiert wird. Das sogenannte Greifswald International Students Festival (GrIStuF) bringt Studenten aus verschiedensten Ländern jeden Sommer nach Greifswald und wird weitgehend durch Studenten organisiert. In der Umgebung von Greifswald sind unter anderem jährlich das „Fusion Festival“ in Lärz, das „Immergut Festival“ in Neustrelitz und das „Transit Festival“ in der Burg Klempenow bei Greifswalder Studierenden beliebte Abwechslungen vom Studienalltag.

### Medien
An der Universität engagieren sich Studierende in mehreren journalistischen Projekten.
Zu den moritz.medien gehören eine Fernseh-, eine Print- und eine Onlineredaktion, deren Finanzierung durch die Greifswalder Studierendenschaft gewährleistet wird.
radio 98eins sendet an Werktagen jeweils vier Stunden Programm und ist rechtlich eine Außenstelle des Neubrandenburger Offenen Kanals NB-Radiotreff 88,0. Finanzielle Unterstützung erfährt der Lokalsender durch die Landesrundfunkzentrale Mecklenburg-Vorpommern.

### Ausgehen
Eine Besonderheit des Greifswalder Nachtlebens sind die von Studenten für Studenten geführten Studentenclubs Mensaclub, Geographenkeller, Geologenkeller, Club 9 und Kiste. Diese werden zumeist als Vereine geführt und zielen nicht auf maximale Gewinne, sondern auf Spaß für Studenten ab.
Neben den direkt von Studenten betriebenen Örtlichkeiten gibt es eine diverse, für eine kleine Studentenstadt typische Kneipenszene sowie private Diskotheken. Es gibt auch viele Filmclubs direkt an der Universität, die Filme auf Deutsch, Englisch oder z. B. den skandinavischen Sprachen zeigen.

## Zahlen, Daten, Fakten

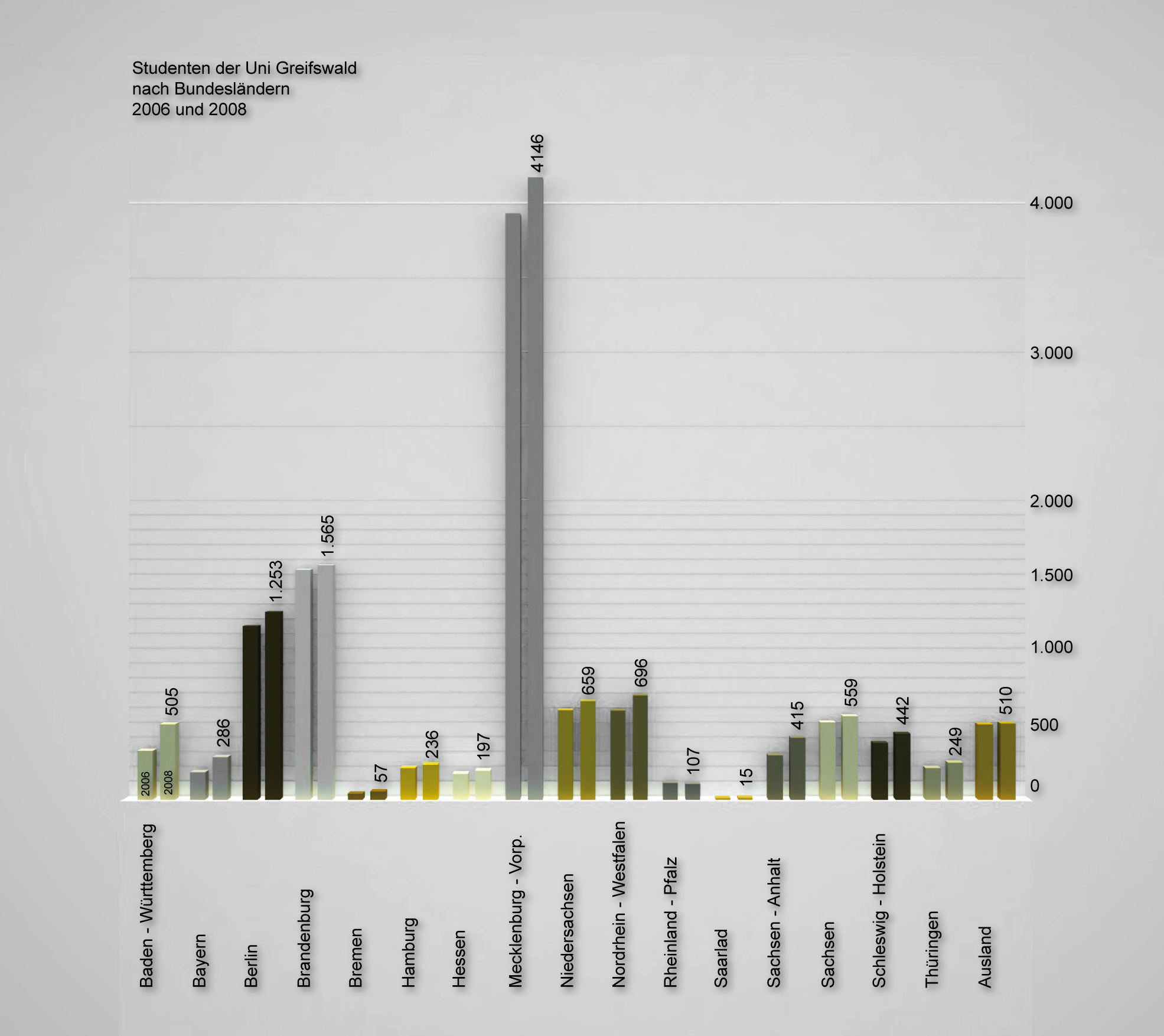
Studenten nach Bundesländern 2006 bzw. 2008

### Studierende
Die Universität hat derzeit 10.298 (WS 23/24) Studierende, davon sind etwa 6.285 weiblich, 3.994 männlich und 19 divers. Aus dem Bundesland Mecklenburg-Vorpommern kamen zum Wintersemester 2023/24 2.851 Studierende, d. h. etwa zwei Drittel der Studierenden kamen aus einem anderen Bundesland nach Greifswald.
Im Wintersemester 2023/24 waren 907 ausländische Studenten in Greifswald immatrikuliert, davon sind 533 weiblich und 374 männlich. Die größten Gruppen ausländischer Studenten kamen aus der Arabischen Republik Syrien (99 Studierende), Iran (66 Studierende), Polen (54 Studierende) und Indien (52 Studierende).
Die Universität bietet 103 Studiengänge an, von denen jeweils ein Drittel auf Bachelor-, Master- und Staatsexamensstudiengänge entfallen. Darüber hinaus werden ein Magisterstudiengang (Theologie) sowie drei Diplomstudiengänge (BWL, Kirchenmusik, Pharmazie) angeboten.

### Rankings
Laut Hochschulranking in Die Zeit schneidet die Universität in einigen Studienfächern in der jeweiligen Spitzengruppe unter den deutschen Hochschulen ab, so beispielsweise in Pharmazie (2019), Psychologie (2019), Zahnmedizin (2019).
Im Bereich Humanmedizin war die Universität Greifswald mit 2.430 Bewerberinnen und Bewerbern im Jahr 2018 der am dritthäufigsten nachgefragte Studienort nach der Universität Hamburg (2.963) und der Universität Tübingen (2.833). Darüber hinaus führt Greifswald seit Jahren die Rangliste bei den Zahnmedizinern als ersten Wunschort (im Jahr 2018 293 Kandidatinnen und Kandidaten) an.
Im Bereich der Zufriedenheit der Studierenden mit ihrer Universität sticht vor allem der gute Kontakt zu den Lehrenden, die allgemein guten Studienbedingungen und die gute Lebensqualität in Greifswald hervor. Laut Studienqualitätsmonitor (SQM) 2016 des Hochschulinformationssystems studieren von den insgesamt 371 befragten Greifswalder Studierenden 78,2 Prozent (Bundesdurchschnitt 77,7 %) „gern“ oder „sehr gern“ an der Universität und 70,5 % der Greifswalder Befragten waren mit ihren Studienbedingungen insgesamt „zufrieden“ oder „sehr zufrieden“ (Bundesdurchschnitt 63,8 %).
Im Times-Higher-Education-Ranking 2021 belegt die Greifswalder Universität einen Platz unter den ersten 350 (Anmerkung: Platz im Ranking wird mit 301–350 angegeben) Universitäten. In dem Ranking wurden 1.527 Universitäten der Welt verglichen. National belegte die Universität Platz 32.

### Sonstiges
Mit dem „Emausaurus ernsti“ wurde 1990 ein Vogelbeckensaurier nach der ehemaligen Bezeichnung Ernst-Moritz-Arndt-Universität (kurz EMAU) benannt.
Im landesweiten Vergleich der ältesten Universitäten Deutschlands belegt Greifswald mit seinem Gründungsjahr 1456 den 6. Platz.

## Bekannte Personen

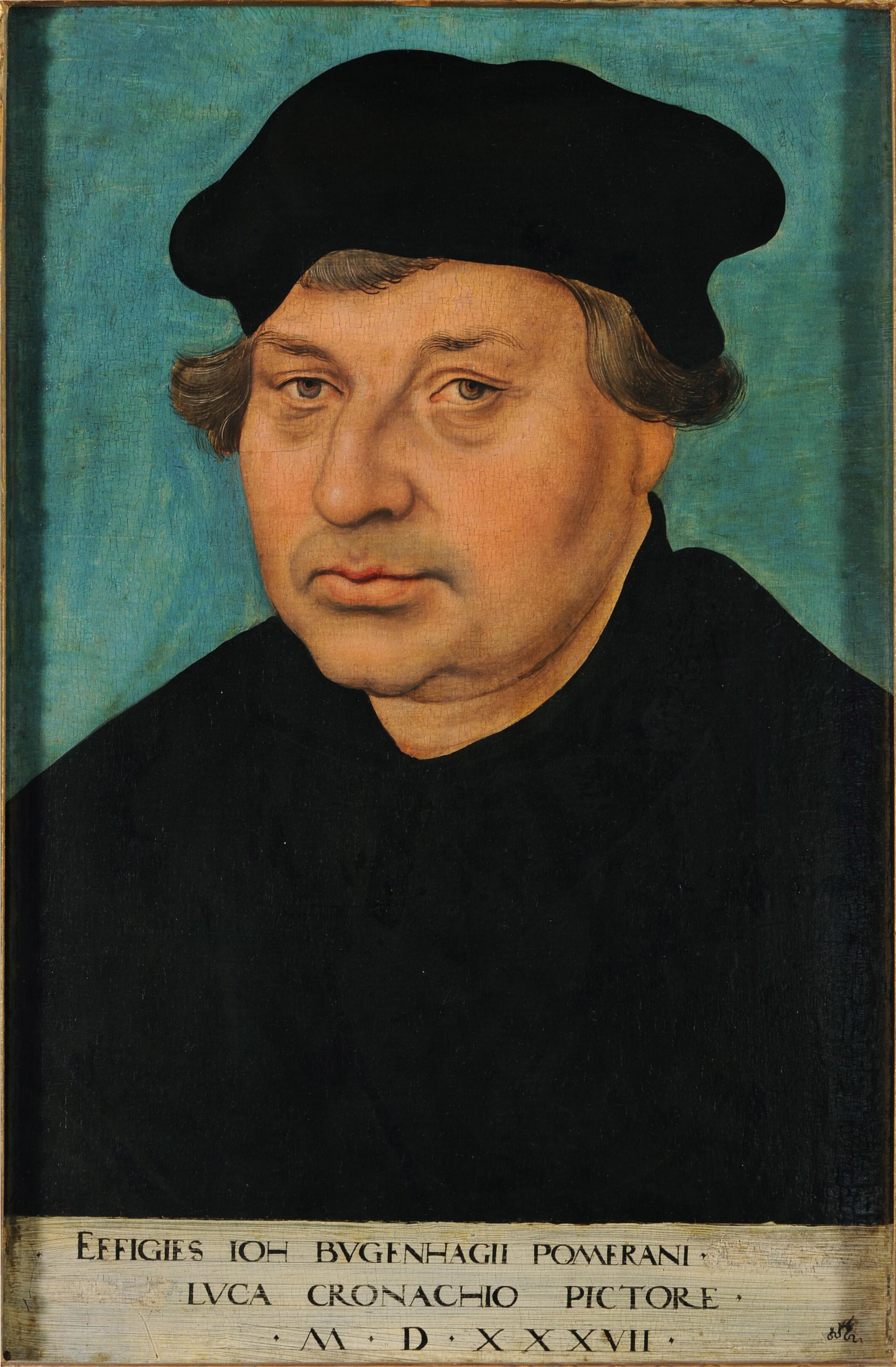
Johannes Bugenhagen – bedeutender Reformator in Norddeutschland, Dänemark und Norwegen sowie Weggefährte Martin Luthers

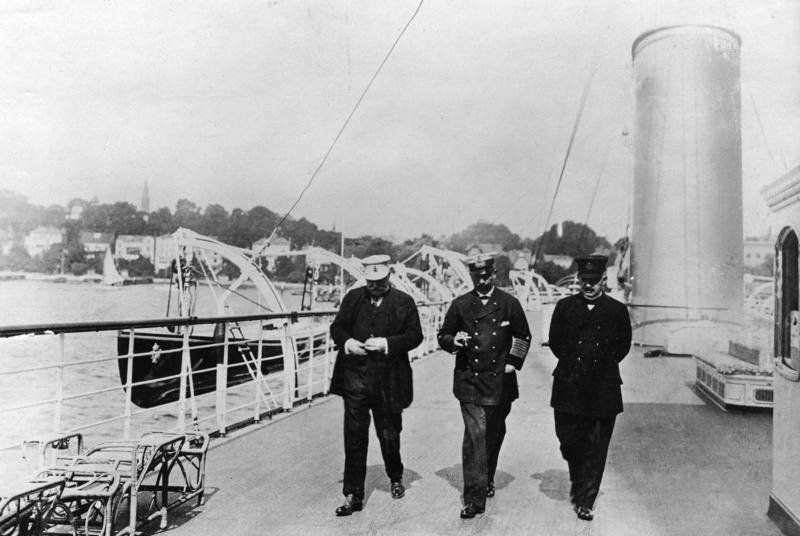
Fürst Bernhard von Bülow (links) – Kanzler des Kaiserreichs von 1900 bis 1909 – mit Wilhelm II. und Rudolf von Valentini an Bord der Hohenzollern im Jahre 1908

Die Universität ist mit Generationen namhafter Persönlichkeiten aus Wissenschaft, Politik und Gesellschaft verbunden, die zum Teil zu ihren ehemaligen Studenten, zum Teil zu ihren ehemaligen Lehrkräften gehören.
Dazu gehören beispielsweise die zwei Nobelpreis-Träger Johannes Stark (Nobelpreis für Physik 1919) und Gerhard Domagk (Nobelpreis für Medizin 1939) sowie der Träger des Right Livelihood Award Michael Succow (Right Livelihood Award 1997). Otto von Bismarck (Reichskanzler 1871–1890) war während seiner Militärzeit in Greifswald Gasthörer an der zur Universität gehörenden Landwirtschaftlichen Akademie Eldena. Bernhard von Bülow (Kanzler 1900–1909) hat einen Teil seiner Studienzeit in Greifswald verbracht. Von 1942 an war der Arzt und Humangenetiker Widukind Lenz Student der Universität und promovierte hier 1943. Er brachte durch seine Forschungen 1961 die Skandal-auslösenden Hintergründe für das Mittel „Contergan“ in die Öffentlichkeit.
Der ehemalige Greifswalder Student Johannes Bugenhagen verbreitete die Reformation in weiten Teilen Norddeutschlands und Skandinaviens und Thomas Thorild, ein schwedischer Dichter, studierte ebenfalls hier. Ende des 19. Jahrhunderts lehrten in Greifswald der bekannte klassische Philologe Ulrich von Wilamowitz-Moellendorff, der Althistoriker Otto Seeck sowie der Theologe Julius Wellhausen. Alfred Gomolka (Mitglied des Europäischen Parlaments) war in Greifswald Hochschullehrer, ebenso wie Bernhard Windscheid (einer der Väter des BGB). Ferdinand Sauerbruch, Theodor Billroth und Friedrich Loeffler verhalfen der Medizin zu neuem Wissen. Der Dichter Hermann Löns hatte ebenso eine Verbindung zu Greifswald wie Carl Schmitt, einer der einflussreichsten politischen Theoretiker. Aus den Naturwissenschaften fallen unter vielen anderen besonders die Namen Gustav Mie, Werner Rothmaler und Felix Hausdorff auf. Der Maler Caspar David Friedrich, einer der bedeutendsten Vertreter der Romantik und Namensgeber des heutigen Caspar-David-Friedrich-Instituts, erhielt von Universitätsbau- und Zeichenmeister Johann Gottfried Quistorp seinen ersten Kunstunterricht. Ein weiterer Schüler Quistorps war der Maler Wilhelm Titel. Verschiedene Landespolitiker haben in Greifswald studiert, beispielsweise Heike Polzin (SPD), Christian Pegel (SPD), Patrick Dahlemann (SPD; ohne Abschluss), Sebastian Ratjen (FDP), David Wulff (FDP), Beate Schlupp (CDU; ohne Abschluss) oder Peter Ritter (Die Linke).
Zu den Ehrendoktoren der Universität Greifswald gehören unter anderem Jacques Delors (ehemaliger Präsident der Europäischen Kommission) ebenso wie Hannelore Kohl, die mittlerweile verstorbene Frau des früheren Bundeskanzlers Helmut Kohl.

### Veröffentlichungen seit der deutschen Wiedervereinigung
- Philipp Bauer, Hubertus Buchstein: Die Namensdebatte der Greifswalder Universität 2016/2017 in der medialen politischen Öffentlichkeit. Steinbecker Verlag 2018, ISBN 978-3-931483-39-5.
- Karl-Heinz Spieß, Michael Hecker, Karl-Ulrich Meyn: Die Ernst-Moritz-Arndt-Universität in Zeiten des Umbruchs. Zeitzeugen erinnern sich. Sardellus Verlagsgesellschaft, Greifswald 2018, ISBN 978-3-9813402-8-0.
- Dirk Alvermann (Hrsg.): „…die letzten Schranken fallen lassen“: Studien zur Universität Greifswald im Nationalsozialismus. Böhlau, Köln 2015, ISBN 978-3-412-22398-4.
- Henrik Eberle: „Ein wertvolles Instrument.“ Die Universität Greifswald im Nationalsozialismus. Böhlau, Köln/ Weimar/ Wien 2015, ISBN 978-3-412-22397-7.
- Michael Czolkoß: Studien zur Geschichte der Geschichtswissenschaft. Die Universität Greifswald in der preußischen Hochschullandschaft (1830–1865). Tectum Verlag, Marburg 2015, ISBN 978-3-8288-3515-3.
- Dirk Alvermann, Karl-Heinz Spieß (Hrsg.): Quellen zur Verfassungsgeschichte der Universität Greifswald. 3 Bände. Steiner-Verlag, Stuttgart 2011–2014, DNB 1010818392.
- Hans Georg Thümmel: Greifswald – Geschichte und Geschichten. Die Stadt, ihre Kirchen und ihre Universität. Ferdinand Schöningh, Paderborn 2011, ISBN 978-3-506-76720-2.
- Dirk Alvermann (Hrsg.): Bausteine zur Greifswalder Universitätsgeschichte. Vorträge anlässlich des Jubiläums „550 Jahre Universität Greifswald“. (= Bausteine zur Geschichte der Universität Greifswald. Band 8). Steiner, Stuttgart 2008, ISBN 978-3-515-09151-0.
- Dirk Alvermann, Nils Jörn, Jens Olesen (Hrsg.): Die Universität Greifswald in der Bildungslandschaft des Ostseeraums. LIT, Berlin 2007, ISBN 978-3-8258-0189-2.
- Dirk Alvermann, Karl-Heinz Spieß (Hrsg.): Universität und Gesellschaft: Festschrift zur 550-Jahrfeier der Universität Greifswald 1456–2006. 2 Bände. Hinstorff, Rostock 2006, DNB 98058633X.
- Dirk Alvermann, Birgit Dahlenburg: Greifswalder Köpfe. Gelehrtenporträts und Lebensbilder des 16.–18. Jahrhunderts aus der pommerschen Landesuniversität. Hinstorff, Rostock 2006, ISBN 3-356-01139-1.
- Dirk Schleinert: Die pommersche Landesuniversität Greifswald. Ein Abriß ihrer Geschichte. In: Pommern. Zeitschrift für Kultur und Geschichte. Band 44, Heft 1, 2006, S. 3–21.
- Eckhard Oberdörfer, Peter Binder: Die Universität Greifswald. Eine Festgabe zur 550-Jahr-Feier. Sardellus-Verlag, Greifswald 2005, ISBN 3-9810686-0-2.
- Werner Buchholz (Hrsg.): Lexikon Greifswalder Hochschullehrer 1775 bis 2006, Band 3: 1907–1932. Bearbeiter: Meinrad Welker. Verlag K. H. Bock, Bad Honnef 2004, ISBN 3-87066-931-4.

### Ältere Darstellungen
- Wolfgang Wilhelmus: Universität Greifswald – 525 Jahre. Berlin 1982.
- Festschrift zur 500-Jahrfeier der Universität Greifswald 17.10.1956. 3 Bände. Magdeburg 1956–1961.
- Friedrich Schubel: Universität Greifswald. Frankfurt am Main 1960.
- Ivar Seth: Die Universität Greifswald und ihre Stellung in der schwedischen Kulturpolitik 1637–1815. Berlin 1956.
- Matthias Schneider: Der Geist der Ernst-Moritz-Arndt-Universität Greifswald. Greifswald 1933.
- Gottfried Kosegarten: Geschichte der Universität Greifswald nebst urkundlichen Beilagen. Greifswald 1856. Theil 1: Geschichtserzählung. Theil 2: Urkundliche Beilagen. (Digitalisat beider Bände in der Digitalen Bibliothek Mecklenburg-Vorpommern).